# March Engineering
March Engineering war ein britischer Rennwagenkonstrukteur, der 1969 gegründet wurde und in den folgenden 20 Jahren Wettbewerbsfahrzeuge für unterschiedliche Motorsportklassen produzierte. Das Programm umfasste Rennwagen für die Formel 1, Formel 2, Formel 3, Formel 3000 und die amerikanischen Indy Cars, ferner Prototypen für die Sportwagen-Weltmeisterschaft (24-Stunden-Rennen von Le Mans) und die IMSA- und CanAm-Serie. Zeitweise war March der erfolgreichste und am breitesten aufgestellte Rennwagenkonstrukteur. Die Autos wurden überwiegend an unabhängige Kundenteams geliefert. In einigen Rennserien unterhielt March darüber hinaus ein eigenes Werksteam. Der Name March wurde aus den Anfangsbuchstaben der Vor- oder Nachnamen der Gründer Max Mosley, Alan Rees, Graham Coaker und Robin Herd gebildet.

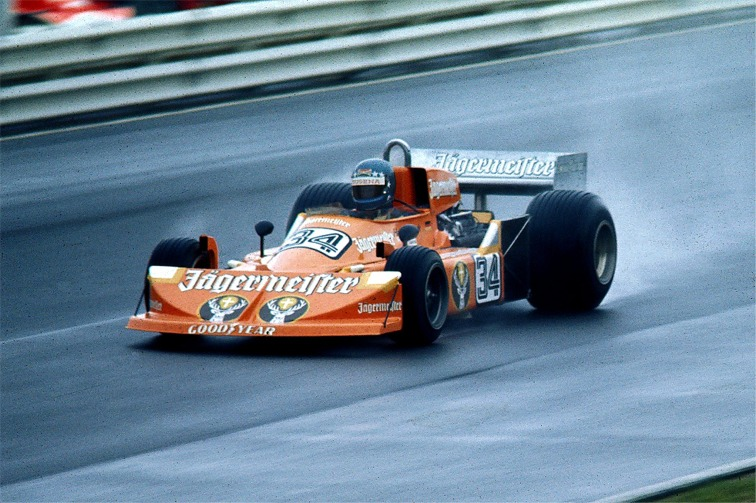
Hans-Joachim Stuck im March-F1 auf dem Nürburgring, Training 1976

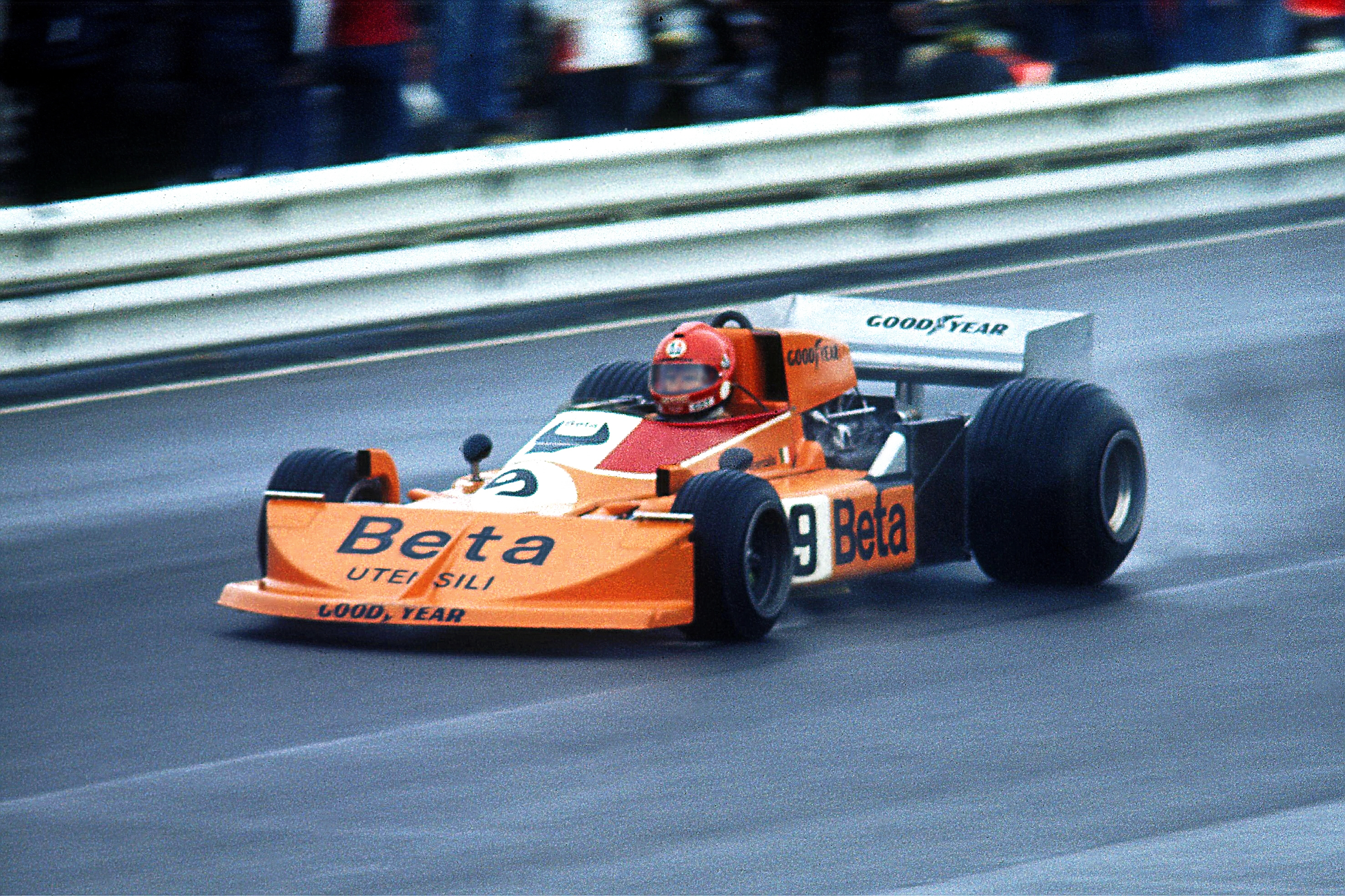
Vittorio Brambilla 1976

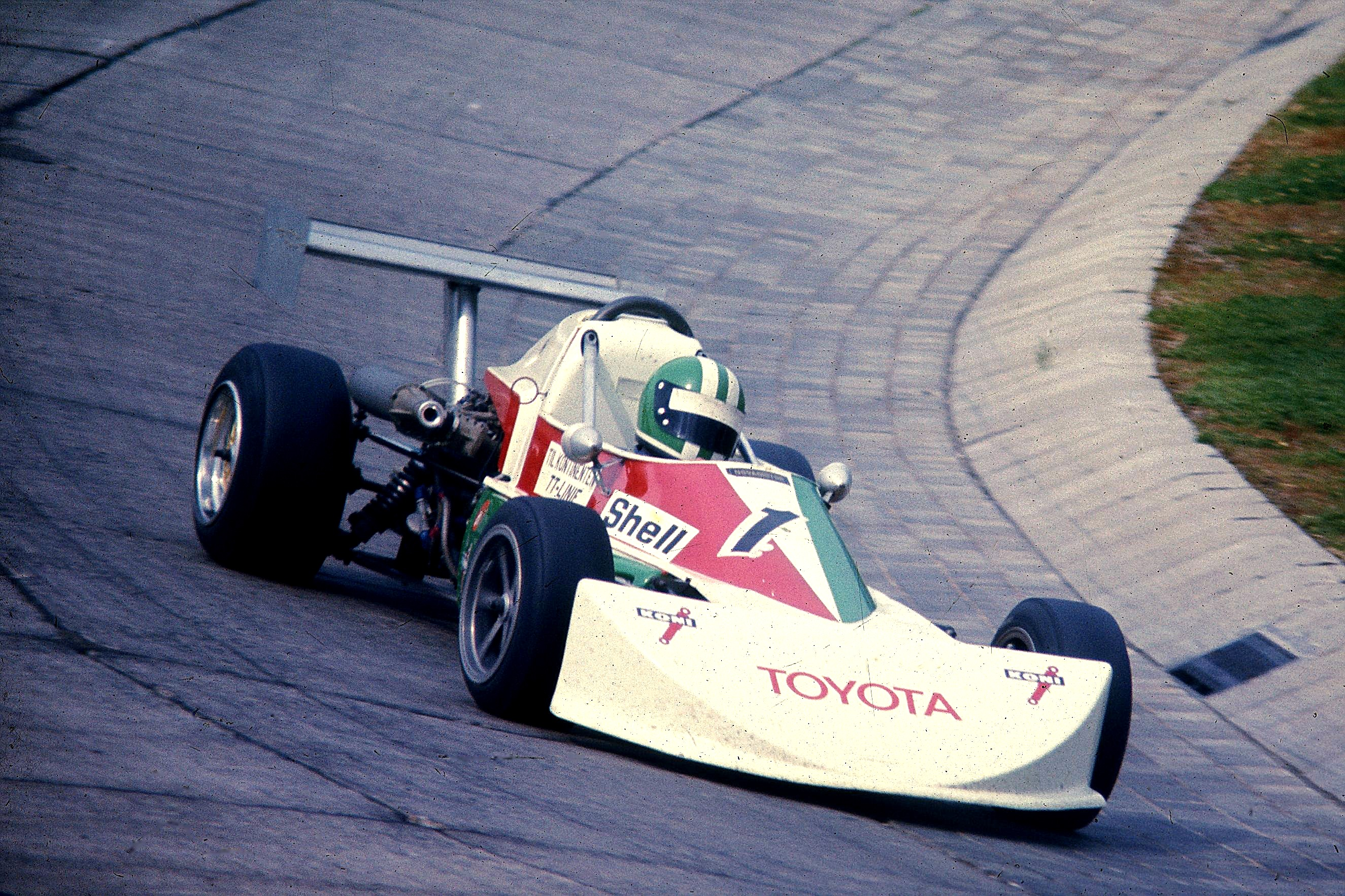
March-Toyota 1976 mit Rudolf Dötsch auf dem Nürburgring

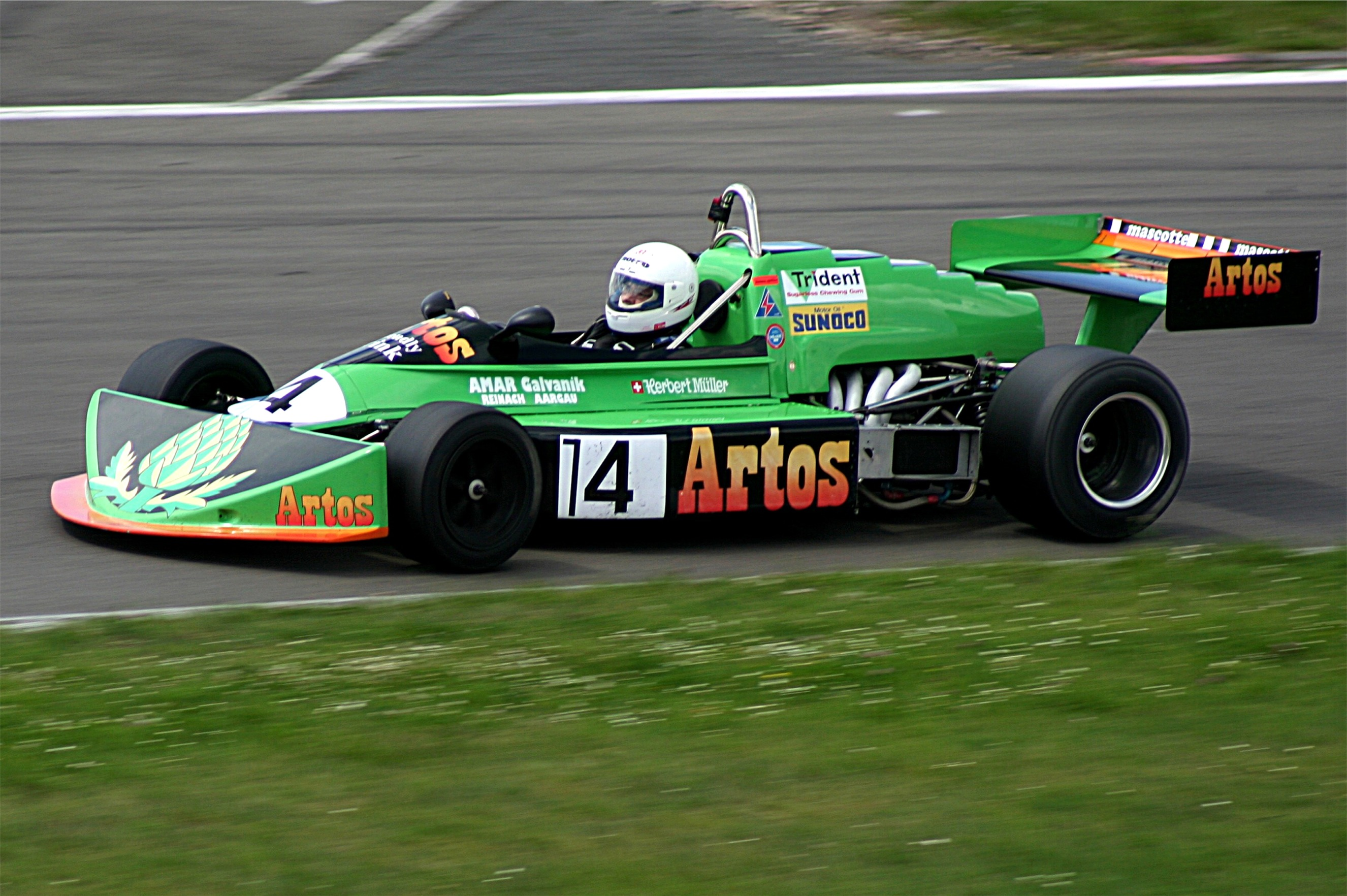
Formel-2-Wagen March 752 beim DAMC 05 Oldtimer Festival am Nürburgring 2007

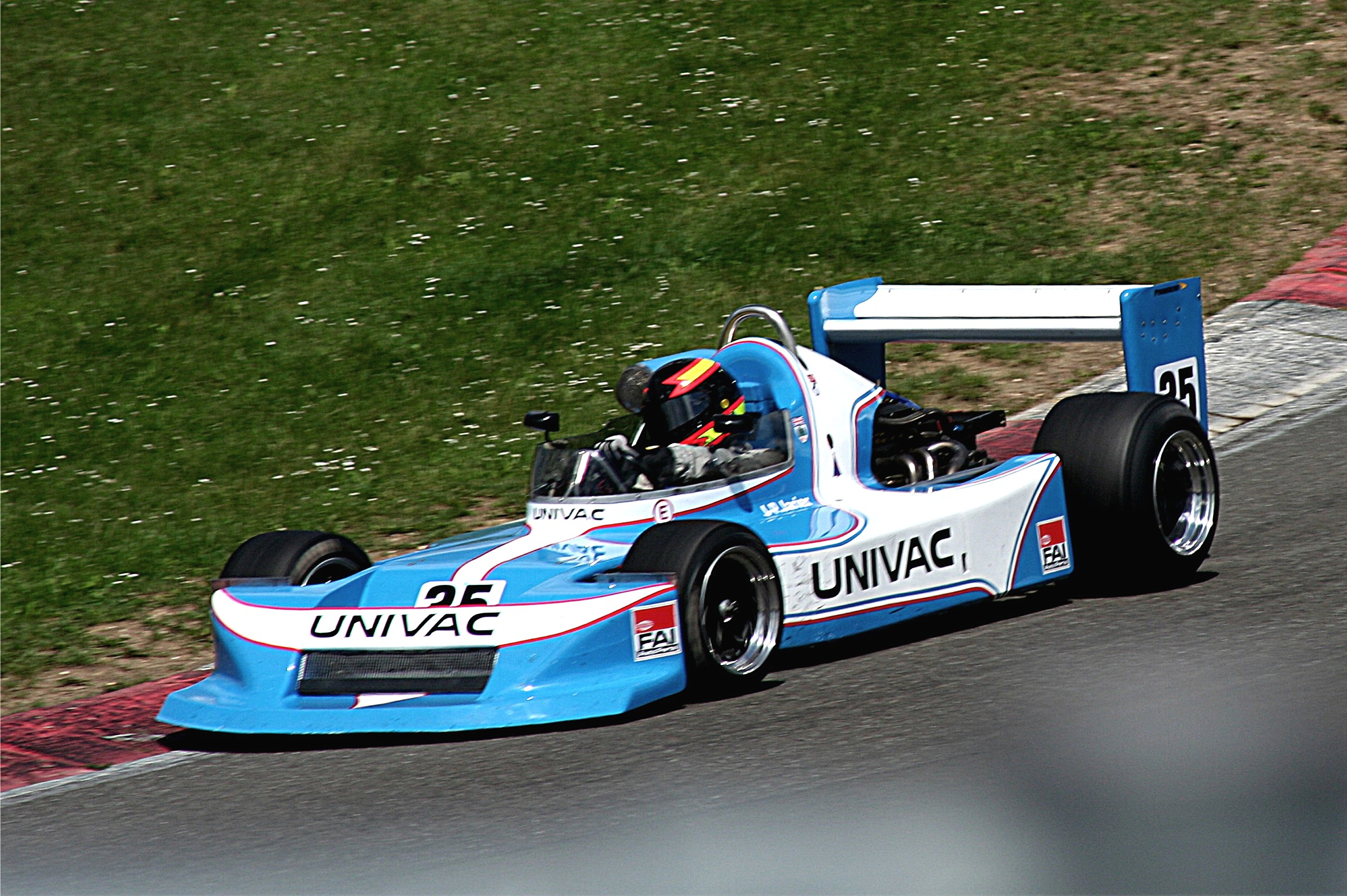
March 782 beim DAMC 05 Oldtimer Festival am Nürburgring 2007

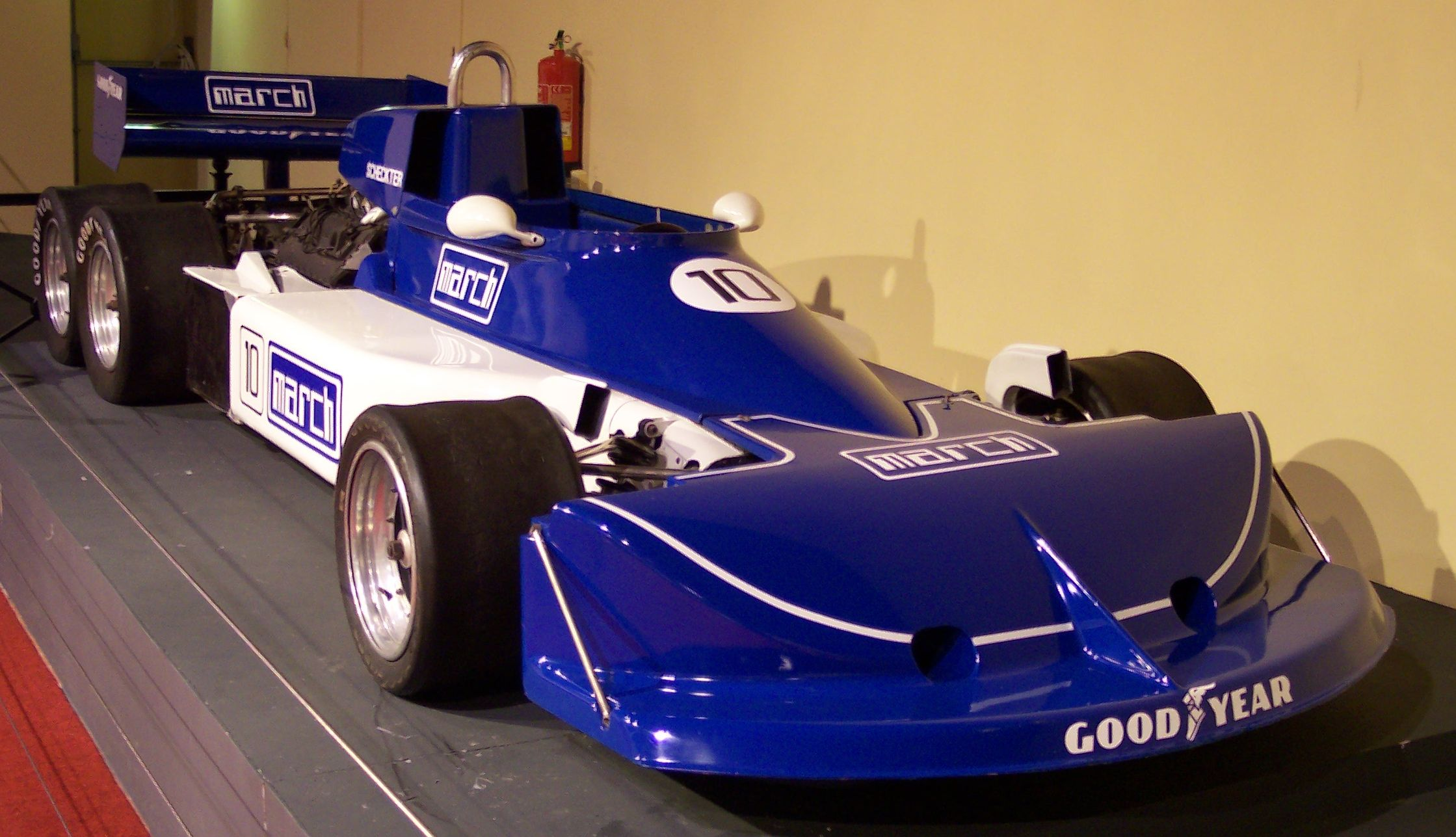
Versuchsträger March 2-4-0, der das Konzept des Tyrrell P34 erweitern sollte

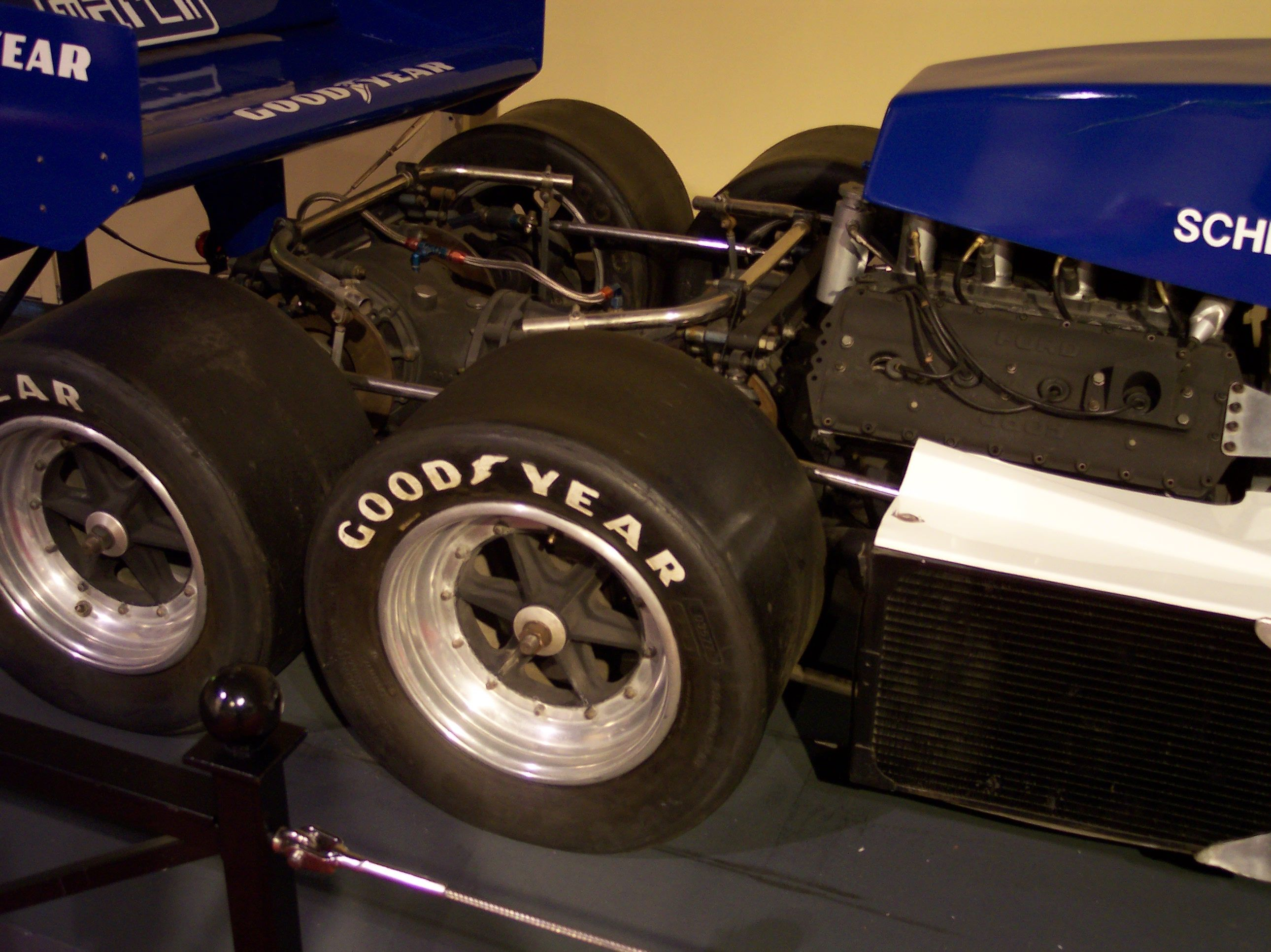
March 2-4-0, Detailansicht

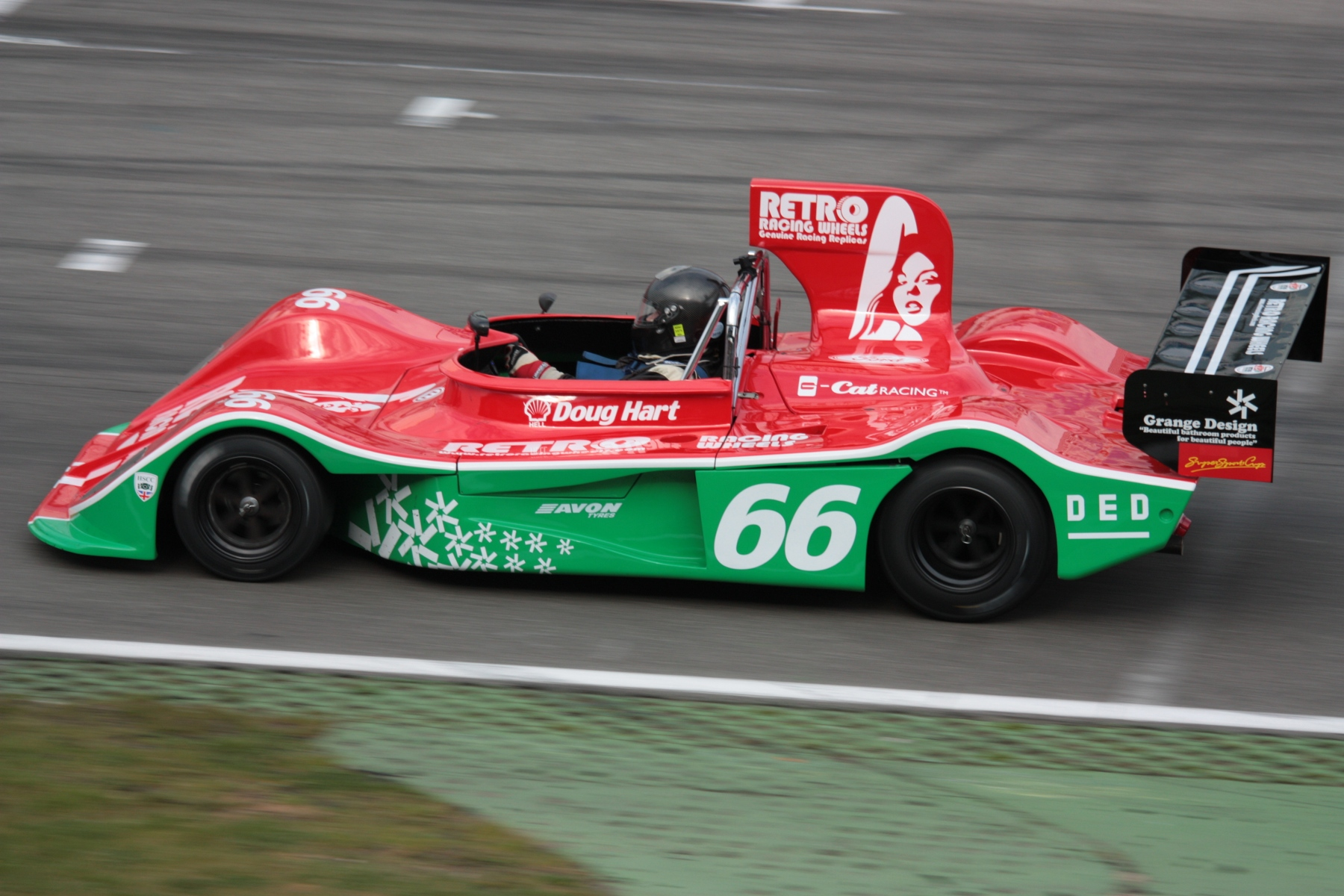
March 75S beim Hockenheim Historic

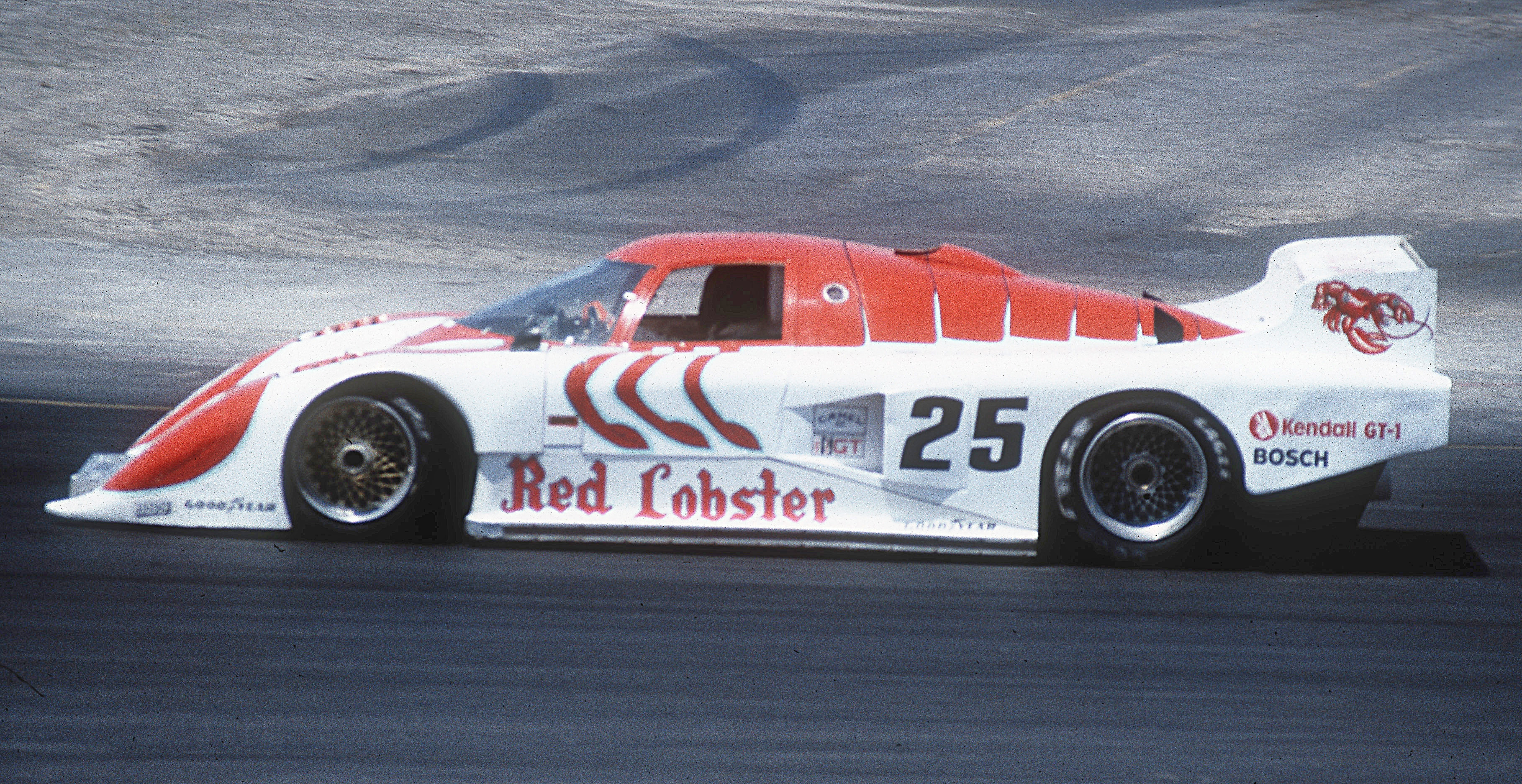
March 83G, Sportwagen der Gruppe C und IMSA 1983

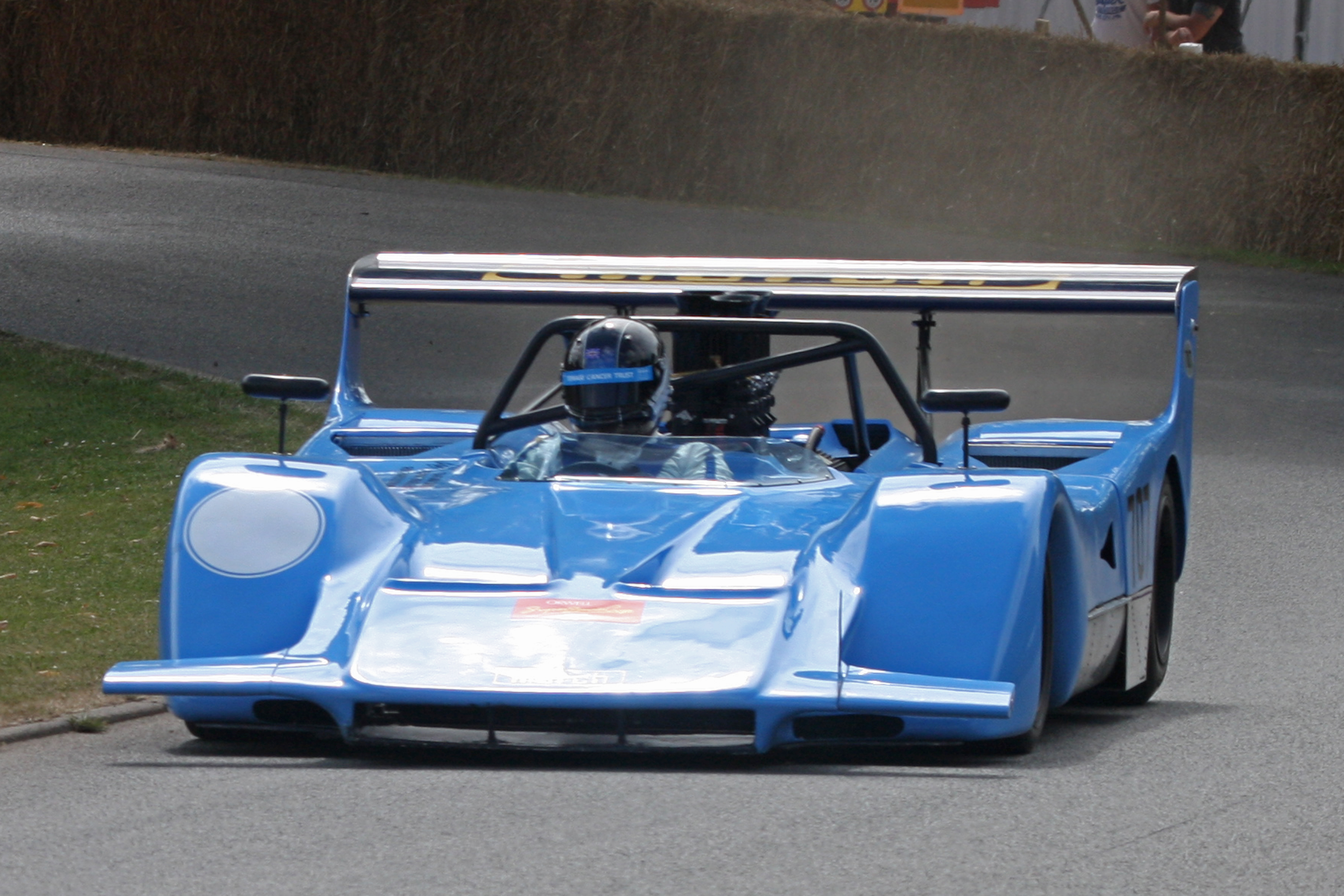
March-Chevrolet 707 der CanAm-Serie und Interserie

## March Engineering als Rennwagenhersteller

### Entstehungsgeschichte
Das Unternehmen March Engineering wurde 1969 von Max Mosley, Alan Rees, Graham Coaker und Robin Herd in Bicester gegründet. Die Gründung war eine Reaktion auf die Entscheidung der Aufsichtsbehörde CSI, ab 1968 in der Formel 1 und der Formel 2 Werbung auf Rennwagen (Sponsoring) zu erlauben. Dieser Schritt erleichterte finanzkräftigen Privatfahrern den Zugang zum Monopostosport: Es wurde erwartet, dass nun „jeder Zutritt zur Formel 1 bekommen konnte, der einen Konstrukteur und einen Sponsor besaß.“ Die March-Gründer erkannten darin den Auslöser für einen gesteigerten Bedarf an einfachen, aber konkurrenzfähigen Rennwagen, den die etablierten Konstrukteure nicht decken konnten. Hersteller wie Brabham, BRM, Cooper, Lotus und McLaren produzierten nämlich keine Neufahrzeuge im Auftrag unabhängiger Kunden, sondern stellten ihre Rennwagen exklusiv für das eigene Werksteam her. Privatfahrer konnten die gebrauchten Werkswagen erst dann übernehmen, wenn das Werksteam sie durch Neukonstruktionen ersetzt hatte. March Engineering füllte diese Lücke aus: Es war 1970 der einzige Hersteller von frei verkäuflichen Neufahrzeugen für die Formel 1. March unterhielt ab 1970 außerdem eigene Werksteams in den Formeln 1 und 2.
Die erste Initiative zur Gründung von March Engineering ging auf Bernie Ecclestone zurück. Ecclestone war seit 1967 Manager des Rennfahrers Jochen Rindt. Nach einer enttäuschenden Saison 1968 bei Brabham erwog Ecclestone, für Rindt ein eigenes Formel-1-Team aufzubauen, das einen speziell für ihn konstruierten Rennwagen einsetzen sollte. Ecclestone nahm im Januar 1969 Kontakt zu Robin Herd auf, der seinerzeit als einer der besten Rennwagenkonstrukteure galt. Herd, Coaker und Rees waren bereit, ein Formel-1-Auto exklusiv für Rindt zu konstruieren. Mosley allerdings, der die kaufmännische Seite des Projekts leiten sollte, setzte durch, dass der Rennwagen zusätzlich auch unabhängigen Piloten zum Kauf angeboten werden sollte. Er sah darin eine Möglichkeit, die Rentabilität des Projekts zu erhöhen. Ecclestone und Rindt sahen darin allerdings die Gefahr, dass das neu zu gründende Unternehmen nicht genügend Aufmerksamkeit auf Rindts Auto verwenden würde, und wandten sich im Mai 1969 von dem Projekt ab. Rindt blieb stattdessen bei Lotus, während March sich auf die Produktion von Kundenfahrzeugen konzentrierte und zudem ein eigenes Werksteam für die Formeln 1 und 2 aufstellte. Robin Herd hielt diese Entscheidung rückwirkend für falsch: „Wären wir mit Bernie und Jochen zusammengegangen, so hätten wir für 1970 nur ein oder zwei Formel-1-Autos aufbauen müssen statt elf. Dann hätte ich auch anstelle des (technisch mittelmäßigen) March 701 ein ambitionierteres Fahrzeug konstruieren können“.

### Konstrukteur für viele Formeln
March Engineering operierte die ersten Jahre mehrgleisig. Ein wesentliches Standbein war die Produktion von Rennwagen in verschiedenen Rennklassen, die an Kundenteams oder an freie Wettbewerber verkauft, gelegentlich auch vermietet wurden. Daneben betrieb March Engineering einen eigenen Rennstall in der Formel 1, den Max Mosley leitete. Hier konkurrierte March als Werksteam mit Kundenteams, die ebenfalls March-Autos einsetzten. In kleineren Rennklassen unterhielt March nicht durchgängig ein eigenes Rennteam; in der Formel 2 beispielsweise war dies nur bis 1982 der Fall. Zudem wählte March regelmäßig ein besonders leistungsfähiges Kundenteam aus, das Werksstatus erhielt. In der Formel 2 war dies beispielsweise ab 1983 Onyx Grand Prix, etwas später in der Formel 3000 das italienische Team First Racing.
March-Fahrzeuge wurden in großen Stückzahlen verbreitet: Allein in den ersten 20 Jahren seines Bestehens stellte das Unternehmen nahezu 1500 Rennwagen her.
Die Vielseitigkeit des Unternehmens sorgte dafür, dass March Engineering bei vielen Gelegenheiten und in vielen Klassen aktiv war und Erfolge hatte. Andererseits war die Entwicklungs- und Produktionsabteilung früh mit der Aufgabe überfordert, unterschiedliche Rennwagen für verschiedene Klassen zu bauen. Bei Robin Herd hatte ohnehin die Formel 2 vorrangige Bedeutung, da hier durch zahlreiche Kundenteams Geld zu verdienen war. Das führte dazu, dass die aufwendige Formel 1 zunehmend vernachlässigt wurde. Schon bald waren die in der Formel 1 eingesetzten Wagen nichts anderes als Ableitungen der jeweiligen Formel-2-Fahrzeuge. Damit wurde March der Bedeutung der Formel 1 nicht gerecht, was sich insbesondere im nachlassenden Erfolg des Teams in dieser Rennklasse dokumentierte.
Nach und nach stiegen die Gründungsmitglieder aus. Max Mosley verließ Ende 1977 das Unternehmen, nachdem das Formel-1-Engagement immer weniger Erfolge gebracht hatte. 1981 war von den ursprünglichen Gründern nur noch Robin Herd verblieben, der sich im Wesentlichen auf die Formel 2 konzentrierte.
Bis 1988 stellte March Rennwagen für die Formel 3 her. Danach fand eine Fusion mit Ralt statt, die mit modernerem Know-how in dieser Klasse erfolgreicher waren. Die Fusion nützte letzten Endes nichts; in den 1990er-Jahren wurde March in der Formel 3 völlig von Dallara verdrängt. Ähnlich verlief die Entwicklung in der Formel 3000. Ab 1990 dominierten die Wagen von Reynard deutlich; 1991 fuhr nahezu das gesamte Feld der Formel 3000 mit Reynard-Fahrzeugen. March zog sich daraufhin auch von diesem Terrain zurück.
Robin Herd hatte sich bereits 1988 von March Engineering getrennt. Er gründete ein neues Unternehmen, das von 1991 bis 1994 unter anderem Formel-1-Fahrzeuge für das Team Larrousse herstellte.

### Nomenklatur und Systematik der Modellbezeichnung
In den ersten Monaten nach der Gründung firmierte das Unternehmen unter der Bezeichnung Gremshek Engineering. Der Begriff Gremshek war auf einen Ausspruch Jochen Rindts zurückzuführen, der damit die zweifelhaften Erfolgsaussichten des Projekts zum Ausdruck bringen wollte. Gremshek Engineering wurde im September 1969 im Handelsregister eingetragen, und Herds erster Rennwagen, der für die Formel 3 konzipierte March 693, wurde im gleichen Monat zunächst als Gremshek 693 angekündigt. Wenig später erhielt das Unternehmen die Bezeichnung March Engineering. March war dabei ein Akronym, gebildet aus den Anfangsbuchstaben der Namen der Gründer (Mosley, Alan Rees, Coaker, Herd).
Die Bezeichnung der Fahrzeuge von March Engineering folgte einer Systematik, die nur in wenigen Fällen durchgebrochen wurde:
- Üblicherweise trugen die Wagen von March einen dreistelligen Typencode. Die ersten beiden Ziffern bezeichneten das Jahr, in dem der Wagen entworfen wurde, die letzte Ziffer stand für die Formel, für die er konzipiert war. Ein March 701 war daher ein 1970 für die Formel 1 gebauter Wagen, ein March 712 war ein Formel-2-Wagen aus dem Jahr 1971, ein March 733 war ein Formel-3-Wagen von 1973 usw. Einige Rennwagen trugen zudem ein X oder ein G im Anhang; damit wurden spezielle Weiterentwicklungen gekennzeichnet. Sportprototypen der Sportwagen-Europameisterschaft und der Sportwagen-Weltmeisterschaft tragen die Endung S. Ausgenommen die in der Gruppe-C-Ära entwickelten Fahrzeuge die durchgehend ein G erhielten. Für die Monopostos der CART-Serie wurde die Endung C reserviert.
- Für die Wagen der Formel 3000 wurde die Nomenklatur geändert: Die hierfür bestimmten Wagen trugen nach der Jahrgangsangabe regelmäßig ein B als Erkennungsmerkmal (March 85B usw.).
- Eine Sonderstellung nahm der March 87P ein. Hierbei handelte es sich um ein 1987 für die Formel 3000 gebautes Auto (also um einen March 87B), der als Einzelstück für einen einmaligen Einsatz in der Formel 1 umgebaut wurde.
- Ein weiteres besonderes Fahrzeug war der March 2-4-0. Es handelte sich um ein Einzelstück aus dem Jahr 1977. Es griff die im Jahr zuvor von Tyrrell realisierte Idee eines Rennwagens mit drei Achsen (und sechs Rädern) auf. Anders als im Fall des Tyrrell P34 hatte der March 2-4-0 allerdings eine Vorder- und zwei Hinterachsen. Der Sechsradwagen wurde nie bei einem Formel-1-Rennen eingesetzt. Roy Lane verwendete ihn gelegentlich bei Bergrennen und konnte mit ihm bei schwierigen Witterungsverhältnissen wiederholt siegen.[7]

## Das March-Werksteam in der Formel 1

### Die March-Engineering-Ära
March Engineering unterhielt zwischen 1970 und 1977 ein eigenes Team in der Formel 1. Das Werksteam wurde zumeist, aber nicht immer unter dem Namen March Engineering gemeldet. Daneben war es in jener Zeit üblich, einen für das Werksteam fahrenden Piloten, der einen eigenen Sponsor mitbrachte, unter dem Namen dieses Sponsors antreten zu lassen. 1970 erschien beispielsweise ein March 701 mit Mario Andretti für das Team „STP Corporation“. Tatsächlich bewegte Andretti einen Wagen des March-Werksteams, dessen Einsatz auch durch das Werksteam organisiert wurde; der abweichende Name sollte lediglich dem Sponsor Geltung verschaffen. Für dieses Verfahren, das mitunter für Verwirrung sorgte, gab es bis zum Jahr 1976 weitere Beispiele.
March gehörte zu den Teams, die junge Talente entdeckten, sie aber nicht halten konnten. Zu diesen talentierten Fahrern, die später das March-Team verließen und zu Grand-Prix-Stars wurden, gehörte unter anderem Niki Lauda, der zu B.R.M. und danach zur Scuderia Ferrari abwanderte; ferner Ronnie Peterson oder auch François Cevert, der 1973 im Training zum Grand Prix der USA tragisch ums Leben kam.

#### 1970
In der ersten Formel-1-Saison musste March gegen etablierte Teams wie Lotus, Brabham, B.R.M., Ferrari und Tyrrell antreten. Der March 701 war ein kompaktes, konventionelles Auto mit einer technischen Besonderheit: An die Rennwagenflanke wurde für die Aerodynamik ein "umgedrehtes" Flugzeugflügelprofil angebracht, das mehr Abtrieb bringen sollte (und eigentlich ein Vorläufer der "wing-cars" von Ende der 70er Jahre war). Der 701 war mit einem Cosworth-DFV-Motor ausgerüstet. Das Budget des Werksteams war sehr knapp. Als Fahrer wurden Chris Amon und Jo Siffert gemeldet, daneben setzte das Werksteam zu einzelnen Rennen auch einen Wagen für Mario Andretti ein, der allerdings unter dem Namen seines Sponsors STP Corporation startete.
Chris Amon fuhr in der Saison 1970 einige zweite und dritte Plätze ein, konnte aber keinen Weltmeisterschaftslauf gewinnen. Zwar gab es einen Start-Ziel-Sieg von Chris Amon bei der BRDC International Trophy in Silverstone; dieses Rennen zählte allerdings nicht zur Weltmeisterschaft.
Die besten Resultate mit einem March erzielte nicht das Werksteam, sondern das Kundenteam Tyrrell, das in der ersten Saisonhälfte einen March 701 einsetzte, Tyrrells Fahrer Jackie Stewart stand beim ersten Einsatz des 701 beim Grand Prix von Südafrika auf der Pole-Position und wurde im Rennen Dritter; das folgende Rennen, den Grand Prix von Spanien, gewann Stewart. Später setzte Tyrrell eine Eigenkonstruktion ein. Die Ergebnisse von Tyrrell wurden jedoch in der Konstrukteurswertung March Engineering gutgeschrieben, sodass March in seiner ersten Formel-1-Saison bereits Dritter der Konstrukteurswertung hinter Lotus und Ferrari, aber vor Brabham, McLaren und B.R.M. war.

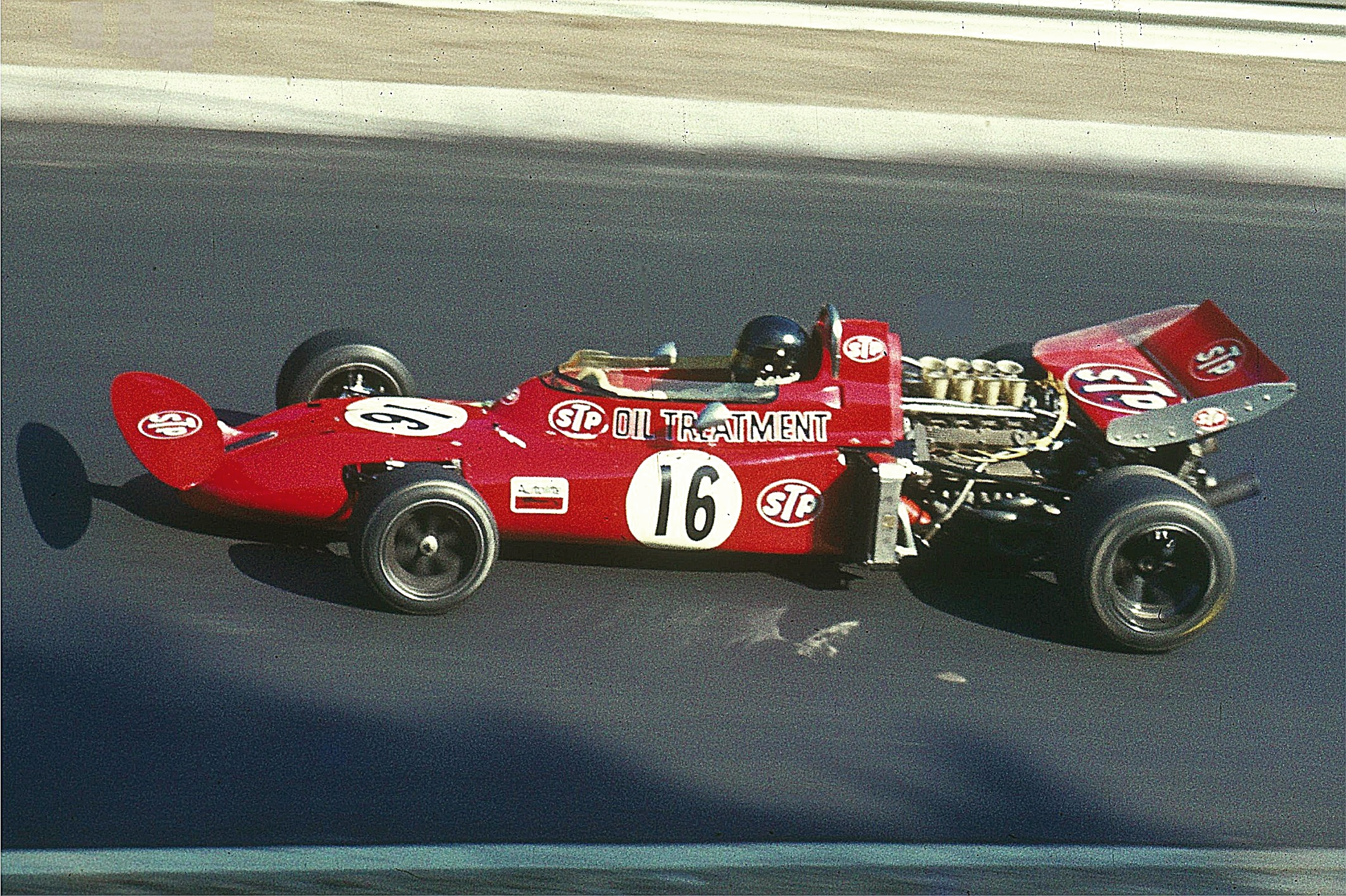
Andrea de Adamich 1971 im March 711 mit Alfa-Romeo-Motor

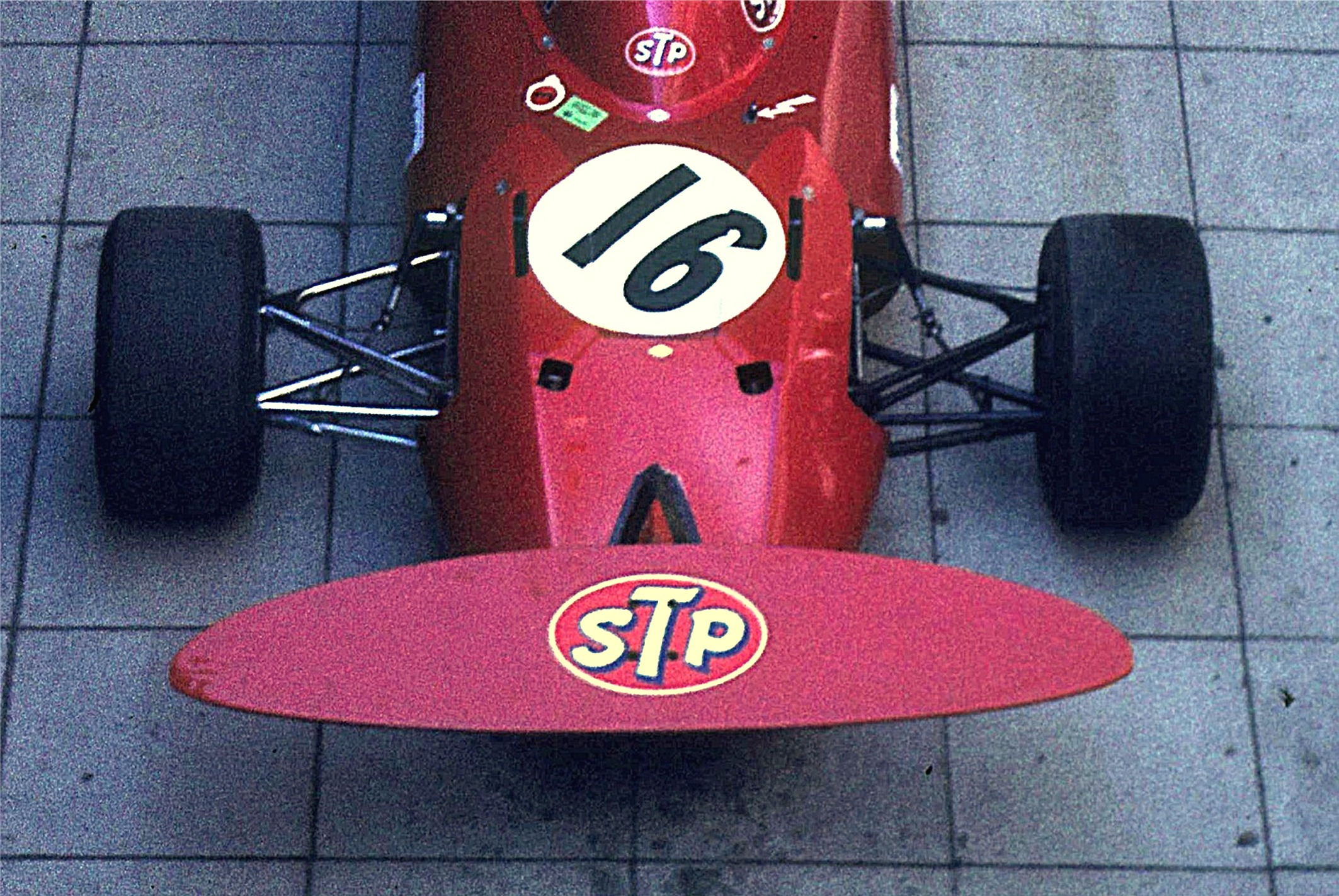
Frontflügel des March 711

#### 1971
Obwohl das Budget sehr knapp bemessen war, konnte Robin Herd in Zusammenarbeit mit Frank Costin für 1971 einen neuen Wagen bauen, den March 711. Er erregte besonderes Aufsehen durch seinen ovalen Frontflügel.
Das Werksteam trat unter dem Namen „STP March Racing Team“ an und setzte Ronnie Peterson, Andrea de Adamich und Àlex Soler-Roig ein, später kam Nanni Galli als vierter Fahrer hinzu. Als Triebwerk war regelmäßig ein Cosworth-DFV-Achtzylinder vorgesehen. In einigen europäischen Rennen wurden allerdings einzelne der drei Werks-March mit einem Achtzylinder von Alfa Romeo ausgerüstet, der dem Sportwagen Alfa Romeo Tipo 33 entnommen war. Fahrer des March-Alfa waren Nanni Galli, Andrea de Adamich und mitunter auch Ronnie Peterson. Die March mit Alfa-Triebwerken kamen nur dreimal ins Ziel; WM-Punkte wurden nicht erzielt.
Insgesamt war das March-Team mit dem Einsatz von vier Werksfahrzeugen und zwei unterschiedlichen Antriebskonzepten finanziell und logistisch überfordert. Dass das Team insgesamt 33 WM-Punkte einfahren konnte, ist wesentlich auf den engagierten Einsatz von Ronnie Peterson zurückzuführen. Er erreichte insgesamt vier zweite Plätze, konnte aber keinen Sieg einfahren. Ganz knapp an einem Sieg vorbei ging Peterson beim Grand Prix von Italien in Monza, als er nur 0,01 Sekunden hinter Peter Gethin auf B.R.M. über die Ziellinie fuhr.

#### 1972
1972 wurde das Werksteam von Max Mosley und Robin Herd geleitet, nachdem Alan Rees zu Shadow gewechselt und Graham Coaker tödlich verunglückt war. In dieser Saison trat das STP March Racing Team mit Ronnie Peterson und Niki Lauda als Werksfahrern an. Das Werksteam setzte in den ersten Rennen der Saison einen konventionellen March 721 ein. Hierbei handelte es sich um ein Modell, das March hauptsächlich für Kundenteams vorgesehen hatte. Für das eigene Werksteam war eine modifizierte Version mit der Typbezeichnung 721X geplant, die allerdings erst beim dritten Rennen des Jahres, dem Großen Preis von Spanien in Jarama, einsatzbereit war. Der 721X verwendete das Monocoque des konventionellen 721, hatte aber eine wesentlich veränderte Aufhängungsgeometrie. Die hinteren Federn waren hoch angelenkt und wurden über Kurbeln und Hebel betätigt. Robin Herd ließ auf Anraten von Peterson das neue Auto zudem mit einem von Alfa Romeo gelieferten Getriebe bauen. Dadurch rückte der Motor mehr in die Mitte des Wagens. Ziel der Maßnahmen war es, das Fahrzeuggewicht in der Wagenmitte zu konzentrieren. Die neue Gewichtsverteilung war für die nun verwendeten Goodyear-Reifen nicht geeignet. Das Konzept des 721X erwies sich in der Praxis als hoch problematisch. Das Fahrzeug war kaum abzustimmen, überforderte die Vorderreifen und reagierte auf der Strecke mit erheblichem Übersteuern.
Der March 721X sollte in der Saison 1972 endlich den großen Durchbruch schaffen, aber genau das Gegenteil trat ein.
Das komplizierte Auto erwies sich schon in den ersten Rennen als Fehlschlag, denn Peterson war sogar mit der von einem Privatfahrer ausgeliehenen einfacheren Kundenversion 721G schneller. Die Probleme ließen sich nicht lösen, da Peterson zwar ein sehr talentierter Fahrer war, aber die Wagen nicht perfekt abstimmen konnte. Er selbst freundete sich deshalb einigermaßen mit dem Wagen an; Niki Lauda hingegen bezeichnete den March 721X nach einem ersten Versuch als unfahrbar.
In der Folgezeit entwickelte March daraufhin ein einfacheres Modell, den March 721G. Er hatte mit dem 721X technisch wenig zu tun, vielmehr basierte er auf dem erfolgreichen Formel-2-Wagen March 722, dessen Grundkonstruktion lediglich an die Bedürfnisse der Formel 1 angepasst worden war. Seit dem 721G stellten alle Formel-1-Autos von March bis zum 771 bloße Abwandlungen der Formel-2-Modelle dar. Der Zusatz „G“ beim 721G verweist auf das Guinness-Buch der Rekorde. March erhielt hier für den 721G einen Eintrag, da das Auto in der Rekordzeit von nur neun Tagen entwickelt worden war. Der erste 721G wurde anlässlich des Großen Preises von Monaco an das private Team von Mike Beuttler ausgeliefert; ab dem Großen Preis von Frankreich erhielten auch die Werksfahrer Lauda und Peterson einen 721G. Peterson wurde mit dem 721G Dritter beim Großen Preis von Deutschland. Er erzielte insgesamt 12 WM-Punkte für das Werksteam, Lauda fuhr keinen WM-Punkt ein. March Engineering beendete die Saison als Sechster der Konstrukteursmeisterschaft (12 Punkte vom Werksfahrer Peterson, 3 WM-Punkte durch Privatfahrer).
Am Ende des Jahres verließen die Fahrer das Team. Niki Lauda ging zu B.R.M., Ronnie Peterson zu Lotus. March Engineering wie auch das Werksteam beendeten die Saison mit finanziellen Schwierigkeiten. Die Entscheidung, in einem Jahr drei grundverschiedene Fahrzeuge für die Formel 1 zu bauen – 721, 721X und 721G –, hatte das Unternehmen stark belastet. Die Aussichten für die Saison 1973 waren daher nicht erfreulich.
Nach dem Ende der Saison 1972 verließ neben den Fahrern eine Reihe wichtiger Mitstreiter das Unternehmen: Teammanager Alan Rees gründete zusammen mit Don Nichols den Rennstall Shadow Racing Cars.

#### 1973
1973 war das Werksteam organisatorisch und finanziell angeschlagen. Es gab mit Jean-Pierre Jarier nur einen Werksfahrer, der zu einzelnen Rennen durch Henri Pescarolo und Roger Williamson ersetzt wurde. Williamson kam allerdings bei einem Unfall beim Großen Preis der Niederlande ums Leben.
Zwar wurde mit dem Modell 731 ein Auto gemeldet, das eine neue Bezeichnung trug. Tatsächlich handelte es sich um geringfügig modifizierte 721G. Ein Werkswagen wurde schließlich an das Team Hesketh Racing verkauft, das ihn im Laufe der Saison mit James Hunt einsetzte. Hunt wurde damit Zweiter beim Großen Preis der USA, einem Regenrennen. Diese WM-Punkte, die in der Konstrukteurswertung March Engineering zugeschrieben wurden, sorgten wesentlich dafür, dass March das Jahr als fünftbester Konstrukteur abschließen konnte.

#### 1974
Für die Saison 1974 wurde die bekannte Konstruktion ein weiteres Mal modifiziert. Die Formel-1-Autos hießen nun March 741, das Team trat nunmehr, nachdem sich der Sponsor STP zurückgezogen hatte, wieder unter dem Namen March Engineering an. Als Werksfahrer waren Hans-Joachim Stuck und Howden Ganley gemeldet, Letzterer wurde allerdings aus finanziellen Gründen bereits nach zwei Rennen durch Vittorio Brambilla ersetzt, der großzügige Sponsorgelder von Beta Utensili mitbrachte. Stuck, der auch einen March in der Formel-2-Europameisterschaft bewegte, fuhr die gesamte Saison über, mit Ausnahme des Großen Preises von Schweden, wo einmalig der Lokalmatador Reine Wisell an seiner Stelle fuhr. Stuck erzielte fünf WM-Punkte, Brambilla einen. Im Ergebnis schloss March Engineering die Meisterschaft 1974 als Neunter ab. Stuck allerdings hatte durch seine Einsätze für March erheblichen Eindruck gemacht. Seine Erfolge in der Formel 2 auf dem ausverkauften Hockenheimring, wo er im 2. Saisonrennen am 7. April des Jahres den Hattrick aus Pole-Position, Rennsieg und schnellster Rennrunde erzielte, brachten ihm den inoffiziellen Titel König von Hockenheim ein.

#### 1975
Die Saison 1975 begann das nunmehr „Beta Team March“ genannte Werksteam mit Vittorio Brambilla und einem March 751, der eine weitere Abwandlung der zeitgenössischen Formel-2-Wagen von March darstellte. Ab dem dritten Saisonrennen wurde Brambilla von Lella Lombardi abgelöst. Seit dem Großen Preis von Großbritannien fuhr dann auch Hans-Joachim Stuck wieder für March, sodass das Werksteam in der zweiten Saisonhälfte drei Fahrzeuge einsetzte. Lella Lombardi wurde beim Großen Preis von Spanien Sechste. Damit war sie die erste Frau, die in einem Formel-1-Weltmeisterschaftslauf einen WM-Punkt erzielte, wenngleich aufgrund der Tatsache, dass das Rennen nach einem Unfall von Rolf Stommelen vorzeitig abgebrochen wurde, diese Punktzahl halbiert wurde.
Brambilla fuhr ebenfalls engagierte Rennen. Beim Großen Preis von Schweden erzielte er die Pole-Position und führte im Rennen lange, bis die Bremsen nachließen. Etwas später gewann Brambilla das Regenrennen beim Großen Preis von Österreich in Zeltweg. Damit erzielte er den ersten Sieg für einen vom Werk eingesetzten March in einem Formel-1-Weltmeisterschaftslauf. Da das Rennen vorzeitig abgebrochen wurde, erhielt das Team nur die halbe Punktzahl. Insgesamt beendete March die Saison mit 7,5 Punkten als Achter der Konstrukteursmeisterschaft. Das entsprach nahezu einem Zehntel der Punkte, die der Sieger in der Konstrukteurswertung, die Scuderia Ferrari, erzielt hatte.

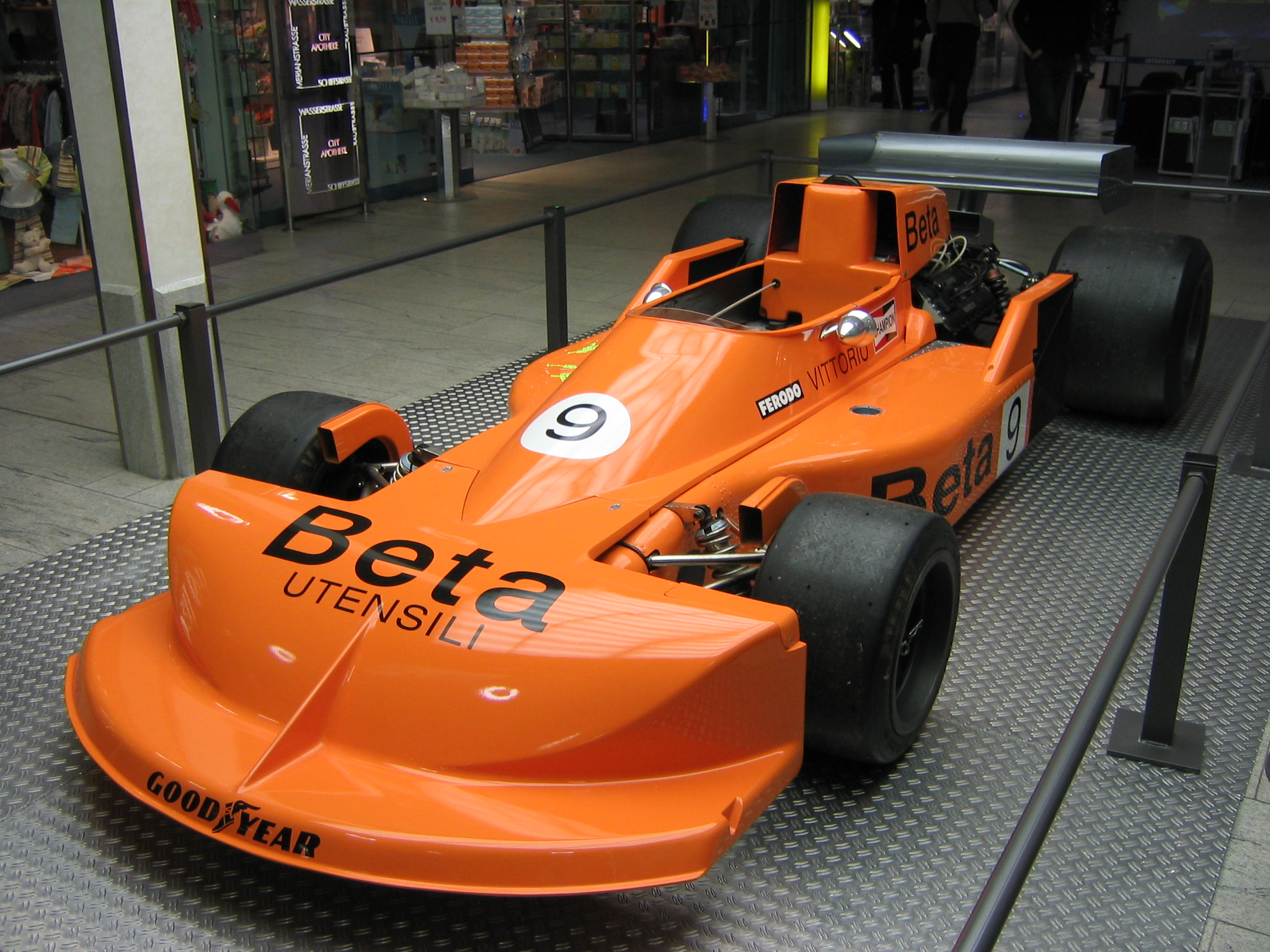
March 761, Saison 1976

#### 1976
Für die Saison 1976 schuf Robin Herd den March 761, einen weitgehend modifizierten Wagen, der weit über das Jahr 1976 hinaus noch bei vielen Kundenteams im Einsatz war. Im Werksteam fuhr Vittorio Brambilla eine weitere Saison; er wurde mit dem „Beta Team March“ gemeldet. Im ersten Rennen erschien Lella Lombardi an seiner Seite, sie wurde allerdings zum zweiten Rennen von Ronnie Peterson ersetzt, der ins Team zurückkam und mit „March Engineering“ gemeldet wurde. Hans-Joachim Stuck fuhr ein drittes Auto (ebenfalls für „March Engineering“), und Arturo Merzario bewegte den vierten Werks-March, der für das „Ovoro Team March“ gemeldet wurde. Ronnie Peterson erreichte die besten Ergebnisse für das Werksteam. Er führte im Laufe der Saison bei einigen Rennen, schied allerdings nicht selten mit mechanischen Problemen aus. Bedeutsam für das Team war sein Sieg beim Großen Preis von Italien in Monza.

#### 1977
1977 sollte die letzte Saison für das Werksteam von March Engineering werden. Als Fahrer waren Alex Ribeiro und Ian Scheckter, der Bruder von Jody Scheckter, genannt. Ein einzelnes Rennen fuhr außerdem Hans-Joachim Stuck, der danach allerdings zum Konkurrenzteam Brabham wechselte. Das Team setzte weitestgehend Fahrzeuge des Typs 761B ein, modifizierte Vorjahreswagen, die im Zusammenwirken mit Goodyear-Reifen Probleme beim Abstimmen und bei der Fahrzeugbalance zeigten. Beim Großen Preis von Belgien erschien erstmals ein March 771, ein Einzelstück, das keinen Eindruck machte und in den nachfolgenden Rennen zugunsten des 761B zurückgehalten wurde. Ab dem Großen Preis der Niederlande bewegte Scheckter durchgängig den March 771, während Ribeiro beim 761B verblieb. Insgesamt konnte das Team in dieser Saison keinen einzigen WM-Punkt erzielen. Es war das schlechteste Jahr für das March-Werksteam. Der italienische Rennfahrer Arturo Merzario, der in diesem Jahr für sein privates Team ein als March 761B bezeichnetes Fahrzeug einsetzte – eigentlich war es ein March 751, der nachträglich die Karosserieteile des 761B erhalten hatte –, war bis zum Sommer 1977 häufig deutlich schneller als die Werks-March und ging wiederholt vor den Werksfahrern ins Rennen.
Zu Beginn des Jahres hatte March Engineering noch den March 2-4-0 entwickelt. Ähnlich wie Williams F1 versuchte March Mitte der 1970er-Jahre das übergangsweise erfolgreiche Konzept des sechsrädrigen Tyrrell P34 zu kopieren. Der March 2-4-0 von 1977 wandelte dabei die Idee ebenso wie Patrick Head ab: Statt einer Doppellenkervorderachse wie bei Tyrrell sollte eine doppelte Antriebsachse die Traktion verbessern. Mit dem reglementsbedingten Verbot von drei Fahrzeugachsen erledigte sich diese Innovation, die zumindest bei Williams innerhalb von Tests zu überzeugen wusste.
Am Ende der Saison verließ Max Mosley, der bisherige Leiter des Formel-1-Werksteams, March Engineering. Er engagierte sich zusammen mit Bernie Ecclestone bei der Formula One Constructors Association. Der March-Rennstall wurde geschlossen, ATS Racing Team übernahm wesentliche Teile der Ausrüstung. Robin Herd entwarf für das deutsche Team sodann den ATS HS1, einen Rennwagen, der noch auf Strukturen des Penske PC4 beruhte und mit dem ATS bei vielen Rennen der Saison 1978 antrat. March Engineering konzentrierte sich in den folgenden Jahren auf die Produktion von Rennwagen für kleinere Klassen.

#### 1978
Ab der Saison 1978 gab es keinen werksseitigen Auftritt von March Engineering in der Formel-1-Weltmeisterschaft mehr. Zwar hatte Robin Herd noch ein Auto namens March 781 entwickelt. Dieser Wagen wurde indes nur in der Aurora-Serie, einer britischen Meisterschaft nach Formel-1-Reglement, von RAM Racing für Guy Edwards eingesetzt. RAM erwog, das Auto beim Großen Preis von Großbritannien in der Formel-1-Weltmeisterschaft einzusetzen; daraus wurde allerdings aus finanziellen Gründen nichts.

### 1981: Die Kooperation mit RAM
In der Saison 1981 erschien der Name March erstmals wieder in der Formel-1-Weltmeisterschaft. Dieses Projekt hatte allerdings rechtlich und organisatorisch nichts mit March Engineering zu tun. Vielmehr handelte es sich um ein Joint-Venture zwischen dem britischen Rennstall RAM Racing und March Grand Prix, einem von Robin Herd eigens für diesen Zweck gegründeten selbständigen Unternehmen. Ziel des Projekts war es, den seit langen Jahren als Privatteam aktiven Rennstall RAM (Motorsport) dauerhaft in der Formel 1 zu etablieren. March Grand Prix entwickelte hierfür eigens ein Formel-1-Auto, das wesentlich von Adrian Reynard konzipiert wurde und dem Williams FW07 erheblich ähnelte. Der Wagen wurde bei March Engines gebaut, einer weiteren selbständigen Firma, die Robin Herd gehörte. Die fertiggestellten Autos, die den Namen RAM-March 811 trugen, wurden sodann an RAM Racing geliefert, wo der Renneinsatz in der Saison 1981 eigenverantwortlich organisiert und durchgeführt wurde. Bereits nach einem Jahr endete die Zusammenarbeit von RAM Racing und March wieder. Die Autos hießen bis 1983 weiterhin RAM-March, wurden aber bereits seit 1982 vollständig bei RAM Racing entwickelt und gebaut. Zu den Details siehe RAM Racing.

### 1987 bis 1991: Die Leyton-House-Ära

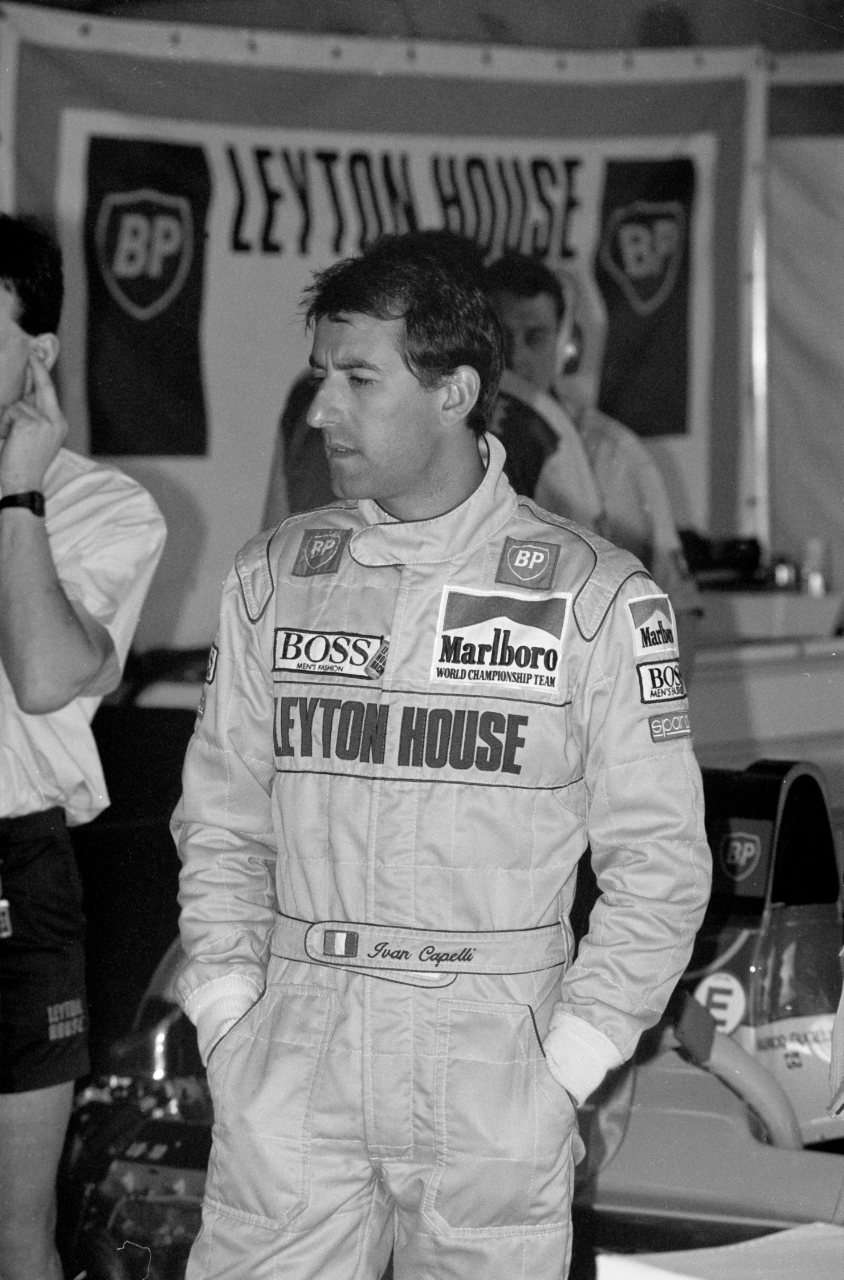
Langjähriger Pilot für March/Leyton House: Ivan Capelli

Ein weiteres Engagement in der Formel 1 begann 1987. Kurz nach Beginn des Projekts wurde der Rennstall von dem bisherigen Sponsor Leyton House übernommen. Leyton House war ein japanisches Unternehmen aus der Verlagsbranche, das von Akira Akagi geleitet wurde. In dieser Zeit konnte das Team einige beeindruckende Leistungen zeigen. Sie waren einerseits auf eine solide Finanzierung durch Leyton House zurückzuführen; andererseits gelang es den Konstrukteuren des Teams wiederholt, leistungsstarke Autos zu entwickeln. Bis 1990 war Adrian Newey für die Entwicklung der Rennwagen verantwortlich, ab Sommer 1990 übernahm Gustav Brunner die technische Verantwortung.

#### 1987
Die Initiative für den Wiedereinstieg in die Formel 1 ging von Robin Herd aus. Hintergrund dafür war die Erwartung, dass durch das ab 1989 wirksame Verbot von Turbo-Motoren der Betrieb eines Formel-1-Teams kostengünstiger werden sollte. Eine Reihe anderer Unternehmungen teilten diese Einschätzung und gründeten in den späten 1980er Jahren ebenfalls ein Formel-1-Team. Hierzu gehörten beispielsweise AGS, Coloni, Larrousse, ferner der britische Rennwagenhersteller Lola, der einige Jahre mit Larrousse kooperierte, und der italienische Konkurrent Dallara, die mit der BMS Scuderia Italia (BMS/Brescia Motorsport) zusammenarbeiteten.
Für das erste Rennen der Saison 1987 war Robin Herds geplanter Formel-1-Wagen noch nicht fertig; daher setzte das Team in Brasilien einmalig das Modell March 87P ein. Dabei handelte es sich um ein Auto, das für die Formel 3000 konzipiert und lediglich oberflächlich den Formel-1-Regularien angepasst worden war. Ab dem zweiten Saisonrennen in Imola stand das neue Formel-1-Modell 871 zur Verfügung. Fahrer war Ivan Capelli, der im Vorjahr bei AGS aktiv gewesen war. Die Saison verlief – gemessen an den Maßstäben eines neuen Teams – recht erfolgreich; March schloss das Jahr, das noch immer von den Turbo-Teams dominiert wurde, mit einem WM-Punkt als gleichrangiger Elfter in der Konstrukteursmeisterschaft ab.

#### 1988
In der Saison 1988 verwendete March den neuen CV-Motor von Judd, und der von Newey entwickelte March 881 erwies sich als Glücksgriff. Er stellte in der vorerst letzten Saison, in der noch Turbomotoren erlaubt waren, regelmäßig das schnellste Saugmotor-Fahrzeug im Feld dar, und Capelli sowie der als zweiter Fahrer hinzugekommene Maurício Gugelmin konnten diese Leistung regelmäßig in Punkt- oder sogar Podestplatzierungen ummünzen. Höhepunkt war Capellis zweiter Platz beim Großen Preis von Portugal, bei dem Capelli zudem mit dem dritten Startplatz das beste Qualifikationsergebnis des Jahres vorweisen konnte. March schloss die Saison mit insgesamt 22 Punkten auf Platz 6 der Konstrukteursmeisterschaft ab. Von der mit Saugmotoren angetretenen Konkurrenz war lediglich Benetton mit dem dort exklusiv eingesetzten Werks-Cosworth DFR besser gewesen; umgekehrt konnte March das mit dem gleichen Motor angetretene Williams-Team, den Konstrukteursmeister des Vorjahres, knapp schlagen.
In der Pause zwischen den Saisons 1988 und 1989 kam Cesare Gariboldi, bisheriger Rennleiter des Teams und Manager von Ivan Capelli, bei einem Verkehrsunfall ums Leben. Das Team zollte ihm Tribut, indem in den Folgejahren seine Initialen CG in die Fahrzeugbezeichnungen aufgenommen wurden.

#### 1989
Das für die Folgesaison 1989 neu entwickelte Fahrzeug March CG891, das den neuen EV-Motor von Judd verwendete, stand erst ab dem dritten Rennen zur Verfügung, konnte aber nicht an die Leistungen des Vorjahres anknüpfen. Zwar deutete sich ein gewisses Potenzial mit einigen guten Qualifikationsergebnissen wie Capellis viertem Startplatz in Mexiko an, in den Rennen aber fehlte es vor allem an Zuverlässigkeit. Capelli und Gugelmin fielen mit diesem Fahrzeugtyp insgesamt 19 Mal aus, überwiegend durch Probleme mit dem Motor, dem Getriebe, der Kraftübertragung oder der Elektronik. Besonders schmerzlich war der Große Preis von Frankreich, bei dem Capelli an zweiter Position liegend einen Motorschaden erlitt. Die einzigen Punkte der Saison erzielte Gugelmin mit seinem dritten Platz beim Saisonauftakt in Brasilien, bei dem March noch mit dem erfolgreichen Vorjahreswagen angetreten war. Mit nur vier Punkten fiel March am Ende der Saison auf den 12. Platz der Konstrukteurswertung zurück.
Gegen Ende der Saison 1989 kam der ehemalige Ferrari-Designer Gustav Brunner zum Team hinzu.

#### 1990
Ab 1990 firmierte der Rennstall unter dem Namen Leyton House, und Akagi steckte viel Geld in das Team, das in der Folge auch einige erfreuliche Resultate erzielte. Das in dieser Saison eingesetzte Fahrzeug Leyton House CG901, das wiederum auf eine Evolutionsstufe des Judd-Triebwerks setzte, galt als aerodynamisch fortschrittlich, war allerdings sehr sensibel und teils nur schwer zu beherrschen. Capelli und Gugelmin, die ihre dritte gemeinsame Saison bestritten, scheiterten in der ersten Saisonhälfte mehrfach an der Qualifikation. Im Sommer wurde Adrian Newey entlassen, der bereits vom Williams-Team umworben wurde und dort unter der technischen Leitung von Patrick Head maßgeblich dafür verantwortlich sein sollte, dass Williams in den Jahren von 1992 bis 1997 vier Fahrer- und fünf Konstrukteurstitel gewinnen konnte. Umgekehrt allerdings gelang dem Team beim Großen Preis von Frankreich beinahe eine Sensation: Der völlige Verzicht auf Boxenstopps für Reifenwechsel brachte Capelli und Gugelmin zwischenzeitlich zu einer Doppelführung. Allerdings fiel Gugelmin später mit Motorschaden aus, und Capelli wurde schließlich noch von Alain Prost überholt. Danach allerdings blieben die Ergebnisse nur mittelmäßig, und gegen Ende der Saison ließ auch die Zuverlässigkeit wieder nach. Dennoch bedeuteten die insgesamt sieben Punkte des Teams mit dem 7. Platz in der Konstrukteursmeisterschaft eine Verbesserung gegenüber dem Vorjahr.

#### 1991

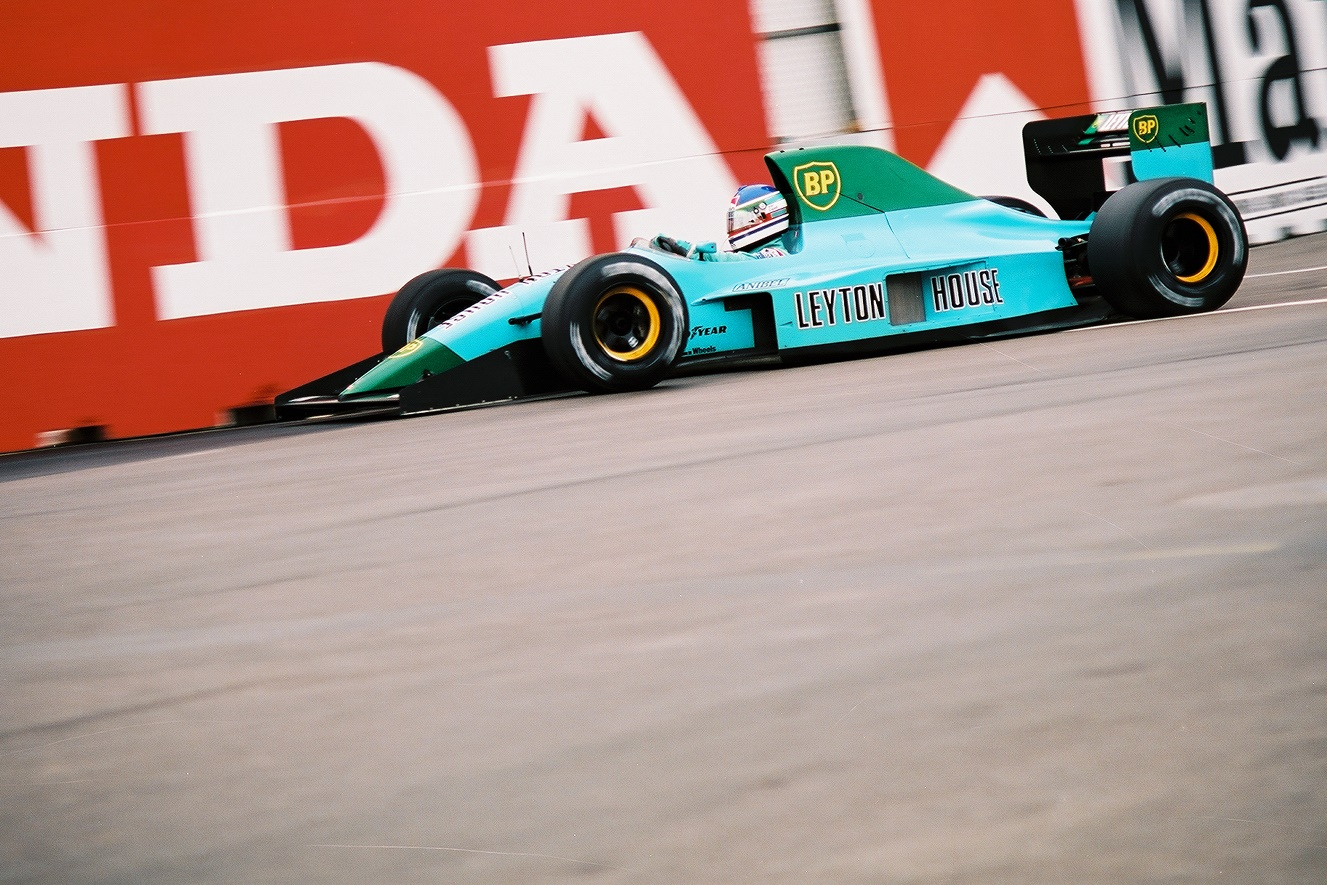
Ivan Capelli im March 911 beim Großen Preis der USA 1991.

Das neue Fahrzeug, der Leyton House CG911, wurde von Brunner und dem zuvor u. a. für Zakspeed tätigen Chris Murphy entwickelt. Großes Vertrauen setzte das Team auf den neuen 2175A-Zehnzylindermotor von Ilmor, der von Mario Ilien und Paul Morgan exklusiv im Auftrag von Leyton House entwickelt worden war. Insgesamt allerdings zeigte March hiermit keine konstanten Leistungen, obschon sich Capelli, Gugelmin und der in den letzten beiden Saisonrennen aus finanziellen Gründen anstelle von Capelli eingesetzte Karl Wendlinger zu jedem Rennen qualifizieren konnten. Motor und Getriebe waren in ihrer Zuverlässigkeit und Handhabung problematisch, sodass erst gegen Ende der Saison regelmäßige Zielankünfte erreicht wurden. Die einzige Punktwertung der Saison gelang Capelli mit einem 6. Platz beim Großen Preis von Ungarn.
In dieses sportliche Formtief hinein wirkten zudem wirtschaftliche Schwierigkeiten, die zu einem Wechsel der Eigentumsverhältnisse des Rennstalls führten. Im September 1991 wurde Akira Akagi in Japan wegen Betrugsverdachts verhaftet. Akagi war Teil eines Finanzskandals um die Fuji-Bank, von dem Japan 1991 erschüttert wurde. In den folgenden Wochen verzichtete Akagi auf seine Anteile am Leyton-House-Rennstall. Nach der Verhaftung Akagis stand das Team auf eigenen Beinen, hatte allerdings nur eine schwache finanzielle Basis. Das Team wurde von dem britischen Leyton-House-Repräsentanten Ken Marrable und dem Niederländer Henny Vollenberg übernommen. Ende 1991 hatte Akagi die bislang bei ihm liegenden Rechte an dem Ilmor-Motor an das March-Team abgetreten. Die Teamleitung finanzierte die anstehende Saison im Wesentlichen dadurch, dass die Rechte an Ilmor zurückverkauft wurden. Das Alltagsgeschäft wurde in dieser Zeit weitgehend von Gustav Brunner übernommen, der im Oktober 1989 als Konstrukteur zum Team gestoßen war.

### March F1: Selbständigkeit und wirtschaftliche Probleme

#### 1992
In der Saison 1992 erschien das Team erstmals seit 1987 wieder unter dem Namen March F1. Als Auto wurden die Vorjahres-Fahrzeuge gemeldet. Zwar hatte Gustav Brunner mit der Entwicklung eines neuen Modells namens CG921 begonnen; die Arbeiten mussten aber angesichts fehlender Finanzmittel eingestellt werden. Im Laufe der Saison mussten die Fahrzeuge immer wieder repariert werden, wobei Gustav Brunner mit viel Fantasie vorging: Ein beschädigter Unterboden, für den es keinen Ersatz gab, wurde beispielsweise mehrfach mit Spachtelmasse geflickt. Fahrer des Teams waren zunächst Karl Wendlinger und der Franzose Paul Belmondo, der Sohn des Schauspielers Jean-Paul Belmondo. Beide Fahrer brachten Geld mit; Wendlinger beispielsweise finanzierte seine Einsätze durch Vorschüsse auf sein Gehalt für die Saison 1993, die er vom Sauber F1 Team erhielt. Karl Wendlinger fuhr mit einem vierten Platz beim Großen Preis von Kanada das beste Ergebnis des Teams ein. Gleichwohl wurde er später aus finanziellen Gründen durch den Niederländer Jan Lammers ersetzt, der sein letztes Formel-1-Rennen bereits 1982 bei Theodore Racing gefahren war. Paul Belmondo war weniger erfolgreich. Er konnte sich bei 11 Versuchen nur fünfmal qualifizieren und erzielte keine WM-Punkte. Ab dem Großen Preis von Belgien fuhr an seiner Stelle der italienische Debütant Emanuele Naspetti, der ebenfalls keine zählbaren Ergebnisse einfuhr. Eine Besonderheit bestand darin, dass March F1 im Sommer 1992 den Namen Rial wieder in die Formel 1 zurückbrachte, und zwar als groß auf den Seitenkästen plakatierten Sponsor des Teams.

#### 1993
Für 1993 versuchte Henny Vollenberg, das Team erneut an den Start zu bringen. Das Team meldete sich rechtzeitig zur Weltmeisterschaft und erhielt die Startnummern 17 (für Jan Lammers) und 18 (für Jean-Marc Gounon). Allerdings fehlten die finanziellen Mittel und vor allem die Infrastruktur. Gustav Brunner war zum Saisonbeginn 1993 zu Minardi gewechselt. Neue Autos gab es nicht – Brunners Entwurf für einen CG931 stand nur auf dem Papier, allerdings wurden viele seiner Ideen später als Minardi M193 verwirklicht –, und auch die Motoren fehlten. Ilmor bestand, bevor neue Triebwerke geliefert wurden, auf der Zahlung fälliger Rechnungen aus dem Vorjahr. Gleichwohl verschiffte March F1 die Autos – alte 911-Modelle – sowie das verbliebene Material nach Südafrika zum Auftaktrennen. Auch Lammers und Gounon erschienen vor Ort. Allerdings waren weiterhin keine Motoren zu erhalten, und die Teamleitung hatte nicht genug Geld, um das Material beim südafrikanischen Zoll auszulösen. Daher schloss March F1 im März 1993 die Tore. Das Team wurde im September 1993 liquidiert, die meisten Ausrüstungsgegenstände gingen an Vollenbergs Formel-3000-Team namens Vortex.

## Die Privatteams
March baute in jeder Rennklasse – auch in der Formel 1 – sogenannte Kundenautos, d. h. Fahrzeuge, die von privaten Rennfahrern bzw. unabhängigen Teams übernommen und eigenverantwortlich eingesetzt wurden. Derartige Privatteams waren in den frühen 1970er-Jahren noch üblich, später reduzierten sie sich erheblich, und nach 1982 waren keine privaten Formel-1-Teams mehr vertreten. Die meisten Privatteams fuhren jeweils nur einzelne Rennen.

### 1970
- Tyrrell setzte in den ersten Rennen der Saison 1970 einen March 701 für Jackie Stewart ein, bevor die eigenen Autos verfügbar waren. Stewart gewann das zweite Rennen der Saison.

### 1971
- Frank Williams Racing Cars setzte in den ersten Rennen des Jahres 1971 einen anfänglich einen March 701B und später, mit Beginn der europäischen Weltmeisterschaftsläufe, einen March 711 mit Cosworth DFV-Achtylinder ein, bevor das eigene Auto, das den Namen des Sponsors Politoys trug, fertiggestellt war. Fahrer des Teams war Henri Pescarolo. Der March 701 wurde beim Großen Preis von Frankreich ein weiteres Mal gemeldet, diesmal für den lokalen Fahrer Jean Max.
- Das südafrikanische Team Gunston setzte gelegentlich einen March 701 für John Love ein. Das Team unterhielt daneben auch einen privaten Brabham BT26, der beim Großen Preis von Südafrika von dem Lokalmatador Jackie Pretorius gefahren wurde.
- Gene Mason Racing setzte beim Großen Preis von Monaco, den Großen Preis der Niederlande, den Großen Preis von Kanada und den Großen Preis der USA einen March 711 für Skip Barber ein. Barber konnte sich jeweils nicht qualifizieren; in Kanada rückte er aber ins Starterfeld vor, weil zwei qualifizierte Fahrer wegen Motorschadens nicht zum Rennen antreten konnten. Barber fiel nach 15 Runden selbst mit Motorschaden aus.
- Das Jo Siffert Racing Team meldete zum Großen Preis von Frankreich einen March 701 für François Mazet, der sich als Drittletzter qualifizieren konnte und mit 5 Runden Rückstand als Letzter ins Ziel lief.
- Der Pilot Mike Beuttler meldete für sein privates, nach den Sponsoren Clarke-Mordaunt-Guthrie benanntes Team zu einigen Rennen der Saison 1971 einen March 711.
- Ein Team namens Shell Arnold meldete zum Großen Preis von Italien einen March 701 für Jean-Pierre Jarier. Jarier qualifizierte sich als Letzter zum Rennen und lief mit 8 Runden Rückstand als Letzter ins Ziel. Wegen des großen Rückstands wurde er nicht gewertet.

### 1974
- Hesketh Racing setzte 1974 einen March 731 in den ersten Rennen der Saison für James Hunt und Ian Scheckter ein, bevor die eigenen, von Harvey Postlethwaite entworfenen Fahrzeuge vom Typ 308 einsatzbereit waren.
- Das Team Dempster International trat mit Mike Wilds und einem March 731 beim Großen Preis von Großbritannien 1974 an. Wilds war im Qualifikationstraining Vorletzter und konnte sich nicht zum Rennen qualifizieren.

### 1975
- Das Team Penske setzte für Mark Donohue vorübergehend einen March 751 ein, nachdem sich die eigenen Fahrzeuge des Typs PC01 als nicht konkurrenzfähig erwiesen hatten. Der March 751 war das Auto, in dem Donohue beim Aufwärmtraining zum Großen Preis von 1975 infolge eines Reifendefekts verunglückte. Donohue starb einige Tage später an seinen Verletzungen. Das Team setzte danach den March 751 nicht wieder ein.

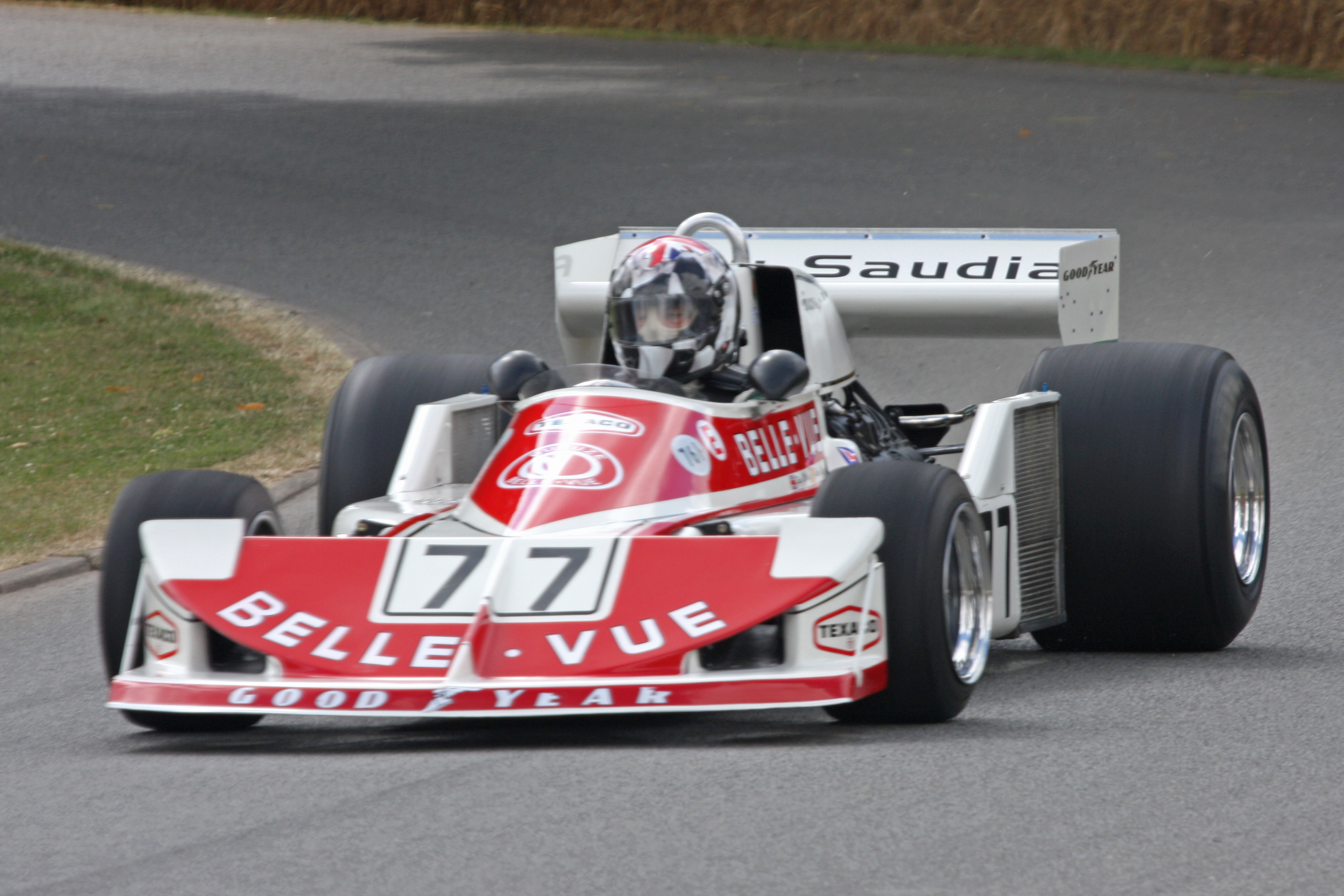
Ein March 761 in der von 1977 von Williams verwendeten Lackierung.

### 1977
- Das Team Williams Grand Prix Engineering bestritt die Saison 1977 durchgängig mit einem March 761. Bei dem Team handelte es sich um eine Neugründung aus dem späten Jahr 1976, die nicht identisch ist mit dem in den Jahren 1969 bis 1976 von Frank Williams betriebenen Rennstall Frank Williams Racing Cars. Frank Williams hatte seinen ursprünglichen Rennstall 1976 an Walter Wolf verkauft, der es ab 1977 in Walter Wolf Racing umbenannt hatte. Die Neugründung betrieb Frank Williams zunächst als Kundenteam; Fahrer war der Belgier Patrick Nève, der ein Jahr später mit dem Willi Kauhsen Racing Team in Verbindung gebracht wurde. Williams setzte ein Auto ein, das die Bezeichnung March 761 trug. In der Biografie „Frank Williams – the man behind the cars“ von Maurice Hamilton deutet Frank Williams allerdings an, dass es sich bei dem Auto um einen 1974 gebauten und seitdem mehrfach eingesetzten March 741 handelte, der nachträglich auf den Stand des 1976er Modells gebracht worden war.

- Der Rennfahrer Brett Lunger setzte 1977 zu einer Reihe europäischer Rennen 1977 privat einen March 761 ein. Das Team hieß anfänglich Chesterfield Racing, wurde aber nach einem Sponsorwechsel in BS Fabrications umbenannt. BS Fabrications betrieb später einen eigenen Rennstall und erwog für 1981 den Aufbau eines eigenen Autos, das mit Riccardo Zunino in der Formel-1-Weltmeisterschaft eingesetzt werden sollte.

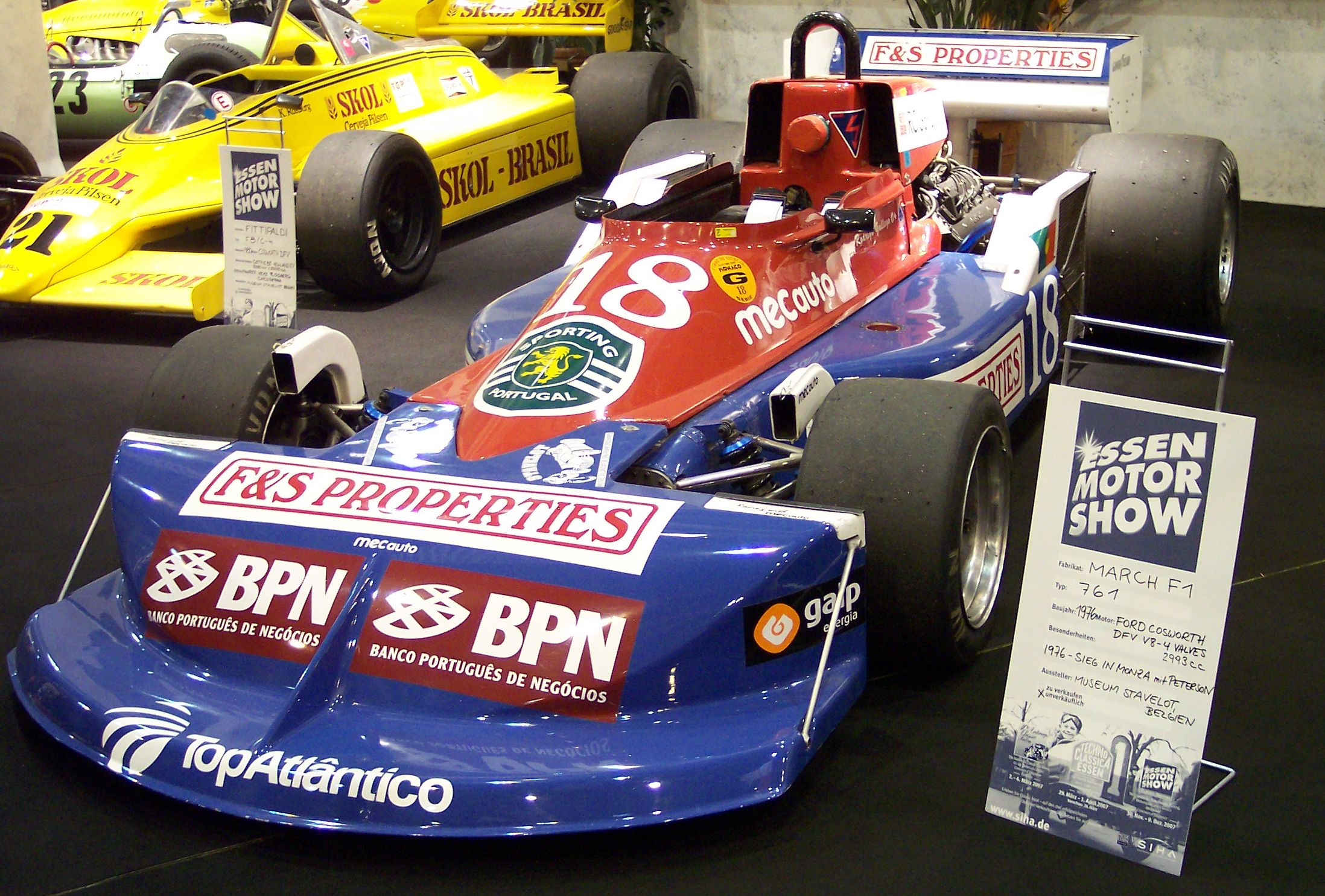
March 761 in der Lackierung des Teams RAM Racing aus dem Sommer 1977

- RAM Racing setzte bei den europäischen Rennen der Formel-1-Saison zwei March 761 nacheinander für Boy Hayje, Michael Blekemolen, Mikko Kozarowitsky und Andy Sutcliff ein. Die Fahrer konnten sich üblicherweise nicht qualifizieren. Eine Ausnahme war Boy Hayjes Einsatz beim Großen Preis von Belgien, wo er als Letzter ins Rennen ging und als Letzter ins Ziel kam. Angesichts eines Rückstands von sieben Runden wurde er nicht gewertet.

- Arturo Merzario setzte 1977 einen March 761B für sein privates Team ein, das zu einzelnen europäischen Weltmeisterschaftsläufen antrat. Der March 761B diente als Vorlage für Merzarios 1978 vorgestelltes Auto Merzario A1, von dem angeblich zwei Exemplare hergestellt wurden. Tatsächlich war nur der Merzario A1/01 ein neu aufgebauter Wagen; der Merzario A1/02 hingegen war der 1977 eingesetzte March 761, der lediglich ein paar äußerliche Änderungen erfahren und im Übrigen einen neuen Namen erhalten hatte.

- Onyx Grand Prix setzte in der Saison 1982 bei fünf europäischen einen March 822 für den spanischen Privatfahrer Emilio de Villota ein. Tatsächlich handelte es sich bei dem Auto um einen Wagen, der abgesehen von seinem Namen nichts mit March Engineering zu tun hatte; es war vielmehr ein weiteres von RAM (Motorsport) hergestelltes Auto. Hierbei handelte es sich um den letzten Einsatz eines privaten Autos in der Geschichte der Formel 1.

## March-Rennwagen für andere Serien

### Formel 3
In den 1970er und 1980er Jahren waren die Formel-3-Fahrzeuge von March in nahezu allen nationalen Rennserien wie auch in den europäischen Meisterschaften vertreten und erfolgreich. Mit Ablauf der Saison 1981 stellte March die Herstellung von Formel-3-Fahrzeugen ein, nachdem zuletzt Michele Alboreto und Mauro Baldi auf March-Fahrzeugen (jeweils vom italienischen Team Euroracing eingesetzt) Formel-3-Europameister geworden waren. Rennwagen für diese Klasse wurden daraufhin überwiegend von Dallara und Ralt hergestellt, auch wenn ältere March-Modelle noch bis weit in die 1980er Jahre hinein von privaten Fahrern an den Start gebracht wurden. Anfang 1988 übernahm March das Konkurrenzunternehmen Ralt, mit dem es wieder die Formel 3 bediente.

### Formel 2

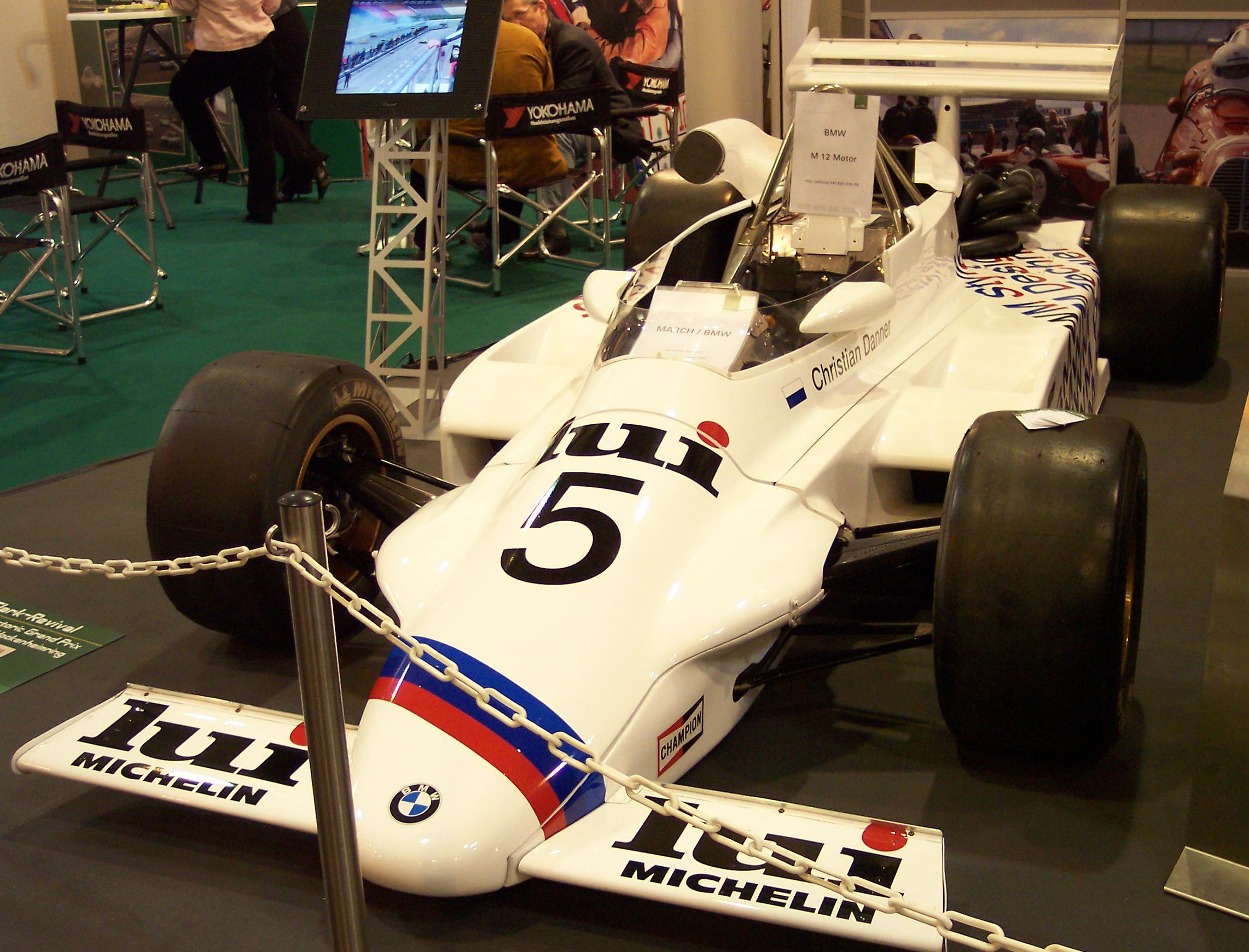
Ein March 822 für die Formel 2, 1982 eingesetzt vom March-Werksteam für Christian Danner.

Für die Formel 2 stellte March zwischen 1970 und 1984 jährlich neue Typen von Rennfahrzeugen vor, die (bis 1982) von einem eigenen Werksteam eingesetzt wurden, daneben aber auch an zahllose Kundenteams geliefert wurden. Zahlreiche Autos wurden von Team zu Team weitergereicht und waren mitunter jahrelang im Einsatz. Bei der Ausrüstung von Kundenteams konkurrierte March in erster Linie mit Lola und Ralt; kleinere Hersteller wie AGS, Maurer, Spirit oder Toleman, die gelegentlich auch Fahrzeuge an Privatfahrer abgaben, spielten auf dem Chassis-Sektor nur eine untergeordnete Rolle.
Die Fahrzeuge von March waren in der Formel 2 ausgesprochen erfolgreich. Eine Reihe von Piloten gewannen die Meisterschaft mit March-Rennwagen:
- 1971 Ronnie Peterson (S) March
- 1973 Jean-Pierre Jarier (F) March
- 1974 Patrick Depailler (F) March
- 1978 Bruno Giacomelli (I) March
- 1979 Marc Surer (CH) March-BMW
- 1982 Corrado Fabi (I) March

### Formel 3000

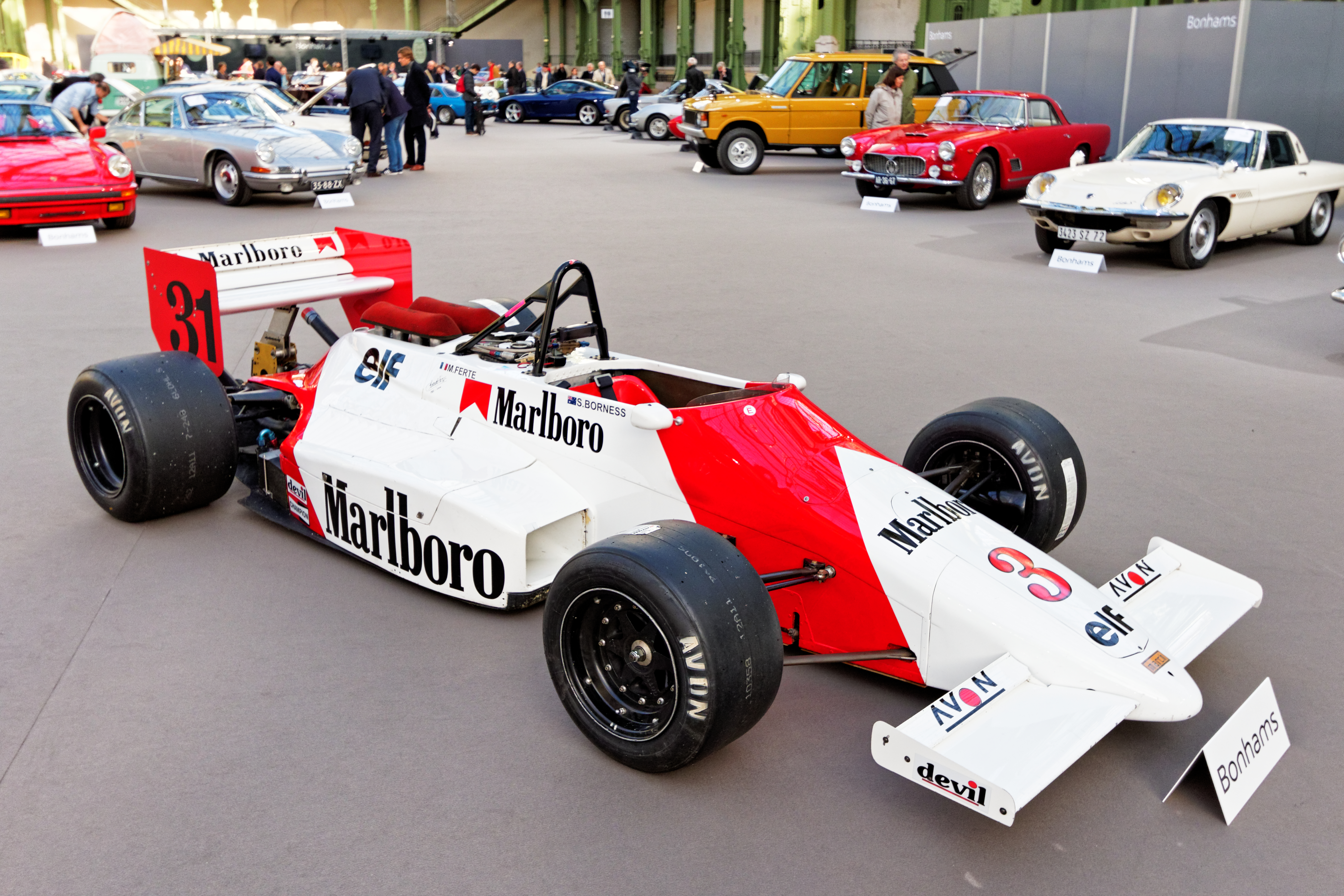
March 85B

Nach dem Ende der Formel 2 stellte March auch Autos für die ab 1985 durchgeführte Formel-3000-Europameisterschaft her. Konkurrenten waren hier zunächst wiederum Lola und Ralt; ab 1990 wurde die Serie dann von Reynard dominiert, so dass ab 1992 kein anderer Fahrzeugtyp – und damit auch kein March – in der Formel 3000 mehr zu finden war. Ab 1996 stellte Lola die Einheits-Chassis für die Formel 3000 her.
Folgende Fahrer gewannen die Meisterschaften in einem March-Fahrzeug:
- 1985 Christian Danner (D) March-Ford
- 1986 Ivan Capelli (I) March-Cosworth
- 1987 Stefano Modena (I) March-Cosworth

### Indy Car World Series
In den 1980er Jahren konzentrierte sich Robin Herd intensiver auf die amerikanische Indy Car World Series, wo March fünfmal hintereinander das Indianapolis 500 gewinnen konnte:
- 1983 Tom Sneva,
- 1984 Rick Mears,
- 1985 Danny Sullivan,
- 1986 Bobby Rahal,
- 1987 Al Unser.

## Daten für die Formel 1
- Gegründet: 1970 durch Max Mosley, Alan Rees, Graham Coaker und Robin Herd
- Letztes Rennen: GP Australien 1992
- GP-Einsätze: 230
- Pole-Positions: 5
- Siege: 3
- Punkte: 173,5
- Erster Sieg: GP Spanien 1970 (Jackie Stewart, der nicht für das Werksteam, sondern das Kundenteam Tyrrell antrat)
- Letzter Sieg: GP Italien 1976 (Ronnie Peterson)
- Schnellste Rennrunden: 7
- Erste schnellste Rennrunde: GP Belgien 1970 (Chris Amon)
- Letzte schnellste Rennrunde: GP Frankreich 1989 (Maurício Gugelmin)